# Berlin – Tag & Nacht
Berlin – Tag & Nacht (Akronym: „BTN“ oder „BerlinTN“) ist eine deutsche Reality-Daily-Soap des Fernsehsenders RTL II. Die Sendung zeigt an verschiedenen Orten Berlins wohnende Personen im Teenager- bis Erwachsenenalter, die sich mit ihren alltäglichen Problemen auseinandersetzen. Die Handlung und ihre Figuren sind frei erfunden. Die Rollen sind überwiegend durch Laiendarsteller besetzt.

## Handlung
Die Handlung beschreibt die Geschehnisse in mehreren Wohngemeinschaften, einer bunt zusammengewürfelten WG bestehend aus sieben Personen mit Joe Möller als Hauptmieter, das Loft der MATRIX-Crew, der Jugend-WG (ehemals Bastis Wohnung) sowie einem Hausboot mit laufend wechselnder Besetzung. Die Konstellation der Bewohner der Handlungsorte variiert ständig. Zentrale Orte der Handlung sind außerdem die Arbeitsplätze der Charaktere: der Club MATRIX, der Friseursalon Schnitte, die Bar LA 14 (nun Kräsch), das Fitnessstudio Body Burn, eine Schule sowie eine Kfz-Werkstatt.

## Produktion
Vom Sender geplant waren zunächst 120 Episoden. Aufgrund des Erfolgs der Serie wurde sie allerdings auf unbestimmte Zeit weiter produziert. Zum Jubiläum der 1000. Episode am 26. August 2015 blendete RTL II das Serienlogo in Gold ein und fügte eine 1000 hinzu.

### Stil
Die Serie simuliert durch eine absichtliche unruhige Handkameraführung einen gewissen Reportagestil. Zwischen einzelnen Szenen sind verschiedene Stadtteile, Sehenswürdigkeiten oder auch ganz normale, aber mit Musik untermalte Alltagsgeschehnisse von Berlin zu sehen. Im Unterschied zu Daily-Soap-Formaten wie beispielsweise Unter uns oder Gute Zeiten, schlechte Zeiten kommt es zu vielfachem Einsatz von Voice-over-Kommentaren sowie Interviews mit den Figuren, in denen diese Gefühlslagen zu bestimmten Ereignissen und Entwicklungen zum Ausdruck bringen. Ein weiteres Mittel, um Realität zu simulieren, ist die Kommunikation der Figuren mit dem Publikum über die Internetplattformen Facebook und Instagram.

## Aktuelle Hauptfiguren

### Joe Möller
Joe ist Besitzer und Oberhaupt der Haupt-WG. Er ist Vater und ebenfalls bereits Opa. Die anderen WG-Bewohner sehen in ihm oftmals einen Vaterersatz (Papa Joe). Er hat für seine Freunde immer ein offenes Ohr und Ratschläge parat. Er ist Teilhaber einer Werkstatt. Joe ist außerdem leidenschaftlicher Motorradliebhaber, Fan der Musikgruppe AC/DC und liebt das raue Leben als Rocker, oftmals ist er deshalb in Siggis Kneipe anzutreffen. Er war mit Peggy und Paula verheiratet. Er hat ein Restaurant „Möllers Kitchen“ mit seinem Bruder.

### Karsten „Krätze“ Rätze
Krätze ist sehr chaotisch und lebt in den Tag hinein. Über die Konsequenzen seiner Taten denkt er selten nach. Des Weiteren ist Krätze eine sehr eifersüchtige Persönlichkeit und akzeptiert neue Leute in der Clique erst nach längerer Zeit. Er ist mittlerweile Vater von Sohn Ben und, nach dem Ende seines Foodtrucks, Hausmeister in einer Schule.

### Florian „Schmidti“ Hagemeier (geb. Schmidt)
Schmidti hat wohlhabende Eltern, die er kaum sieht. Die Bereitschaft zu arbeiten, um sich zu finanzieren, zieht sich schon durch Schmidtis ganzes Leben. Schmidti veranstaltet gerne Partys und versucht ein lockeres Leben zu führen, weiß aber, wann es an der Zeit ist, vernünftig zu sein. Er war als Taxifahrer und in einem Foodtruck tätig, betreibt nun das ehemalige LA 14 als Kräsch.

### Peggy Möller geb. Heidmann
Die gelernte Kosmetikerin Peggy arbeitete lange Zeit mit Rick und Paula im Friseursalon „Die Schnitte“. Ob im Job oder privat, Peggy liebte es einfach alles und alle chic zu machen – rosa war dabei ihre absolute Lieblingsfarbe! Peggy glaubte fest daran, dass in jedem Menschen das Gute herrscht. Umso enttäuschter ist sie, wenn sich ihre Einschätzungen als falsch erweisen.

### Sebastian „Basti“ Heuer
Basti war der Geschäftsführer des Body Burn und dort für die Finanzen und das Personal zuständig. Er ist zwar tollpatschig, versucht aber immer den perfekten Durchblick zu haben, was ihm allerdings nicht immer gelingt. Dennoch hat er das Herz am rechten Fleck und versucht immer für seine Freunde da zu sein. Basti ist der Patenonkel von Kim und zudem der Ex-Mann von Paula und Mandy. Als Quereinsteiger arbeitet er nun als Lehrer.

### Piet Berger
Piet war Besitzer des Body Burn und ist nun nach früheren Geschäftsführerposten NightShift-Manager Nachtclubs Matrix. Er ist ein harter, erfolgreicher Geschäftsmann, sehr selbstbewusst und durchsetzungsstark, macht sich mit seiner zynischen und abwertenden Art aber nicht immer neue Freunde. Er ist ein Sprücheklopfer.

### Milla Brandt
Milla hat jahrelang im Matrix gearbeitet, unter anderem als GoGo-Tänzerin. Mittlerweile hat sie die Gruppe der Showgirls gegründet. Sie wohnt mit ihren Freunden in einem großen Loft. Milla ist äußerst zielstrebig und setzt die Dinge, die sie sich in den Kopf gesetzt hat, ohne Rücksicht auf Verluste um. Sie sorgt dafür, dass sie ihren Willen letztendlich auch bekommt. Milla war lange mit Leon verheiratet und ist nun mit Mike liiert. Zusammen erwarten sie ein Baby. Sie wohnt mit ihren Freunden im Loft. Zusammen mit Mike ist sie Eigentümerin und Geschäftsführerin des Matrix.

### Emilia „Emmi“ Schwanitz
Emmi befindet sich in einem (zurzeit ruhenden) Ausbildungsverhältnis als Krankenschwester, aktuell ist sie Barkeeperin im LA 14. Emmi ist in Berlin geboren und aufgewachsen und somit eine Urberlinerin, die naturgemäß mit einem großen Selbstbewusstsein ausgestattet ist.

### Richard „Rick“ Meining
Rick ist der Arbeitskollege von Paula und Mandy in der Schnitte. Er ist Nageldesigner und überzeugter Homosexueller, da er dies auch offen zeigt. Sein Charakter ist zickig, aber auch einfühlsam, seine Freunde sind ihm wichtig, er ist immer zum Reden da. Rick ist für seinen damaligen Freund Jan nach Freiburg gezogen und hatte die Zeit in Berlin hinter sich gelassen. Nun ist er aber wieder zurück in der Schnitte und auch Geschäftsführer und Inhaber.

### Franziska „Franzi“ Neumann
Franzi wuchs mit ihrem älteren Bruder André in einem desolaten Elternhaus auf. Der Vater ist Choleriker und die Mutter hat aus Überforderung zur Flasche gegriffen. Sie arbeitet zurzeit in der Bar Kräsch.

### Mike Riedel
Mike ist der Vater von Connor. Er war mit Paula zusammen und ist nun mit Milla verlobt, die beiden erwarten ein Baby. Er war einmal Besitzer des LA 14, nun aber des Matrix.

### Amelie Wolf
Amelie ist ein lebhaftes und aufgeschlossenes Mädchen, das in sehr behüteten Familienverhältnissen aufgewachsen ist. Amelies Leben ändert sich ungeplant schlagartig, als sie auf der Suche nach ihrer Geburtsurkunde für ein Schulprojekt in den Unterlagen ihrer Eltern herausfindet, dass sie adoptiert wurde. Sie ist die Tochter von Milla.

### Chiara Berger
Chiara hat sich von einem süßen und schüchternen Mädchen, das Pferde und Puppen liebt, zu einem selbstbewussten sexy Teenager-Girl entwickelt, das ihre Wirkung auf Männer kennt und weiß, ihre Reize einzusetzen – die typische junge italienische Lolita.

### Noah Albrecht
Der Tod seiner Eltern traf ihn mitten in der Pubertät, als er sich hormonell und emotional eh schon in einer komplizierten Phase befand. Nach dieser Erfahrung hat Noah, der schon immer eher der Eigenbrötler war, sich noch mehr zurückgezogen und flüchtete sich zunehmend in die virtuelle Welt des Gamings. Er ist der Bruder von Sina und Marie.

### Sina Albrecht
Sina war ein selbstbewusster, freiheitsliebender Teenager in der Sturm- und Drangphase, bis sie nach dem Tod ihrer Eltern seelisch total abgestürzt ist. Verantwortungsvoll kümmert sie sich seitdem zwar um ihre jüngeren Geschwister, die sie sehr liebt, und gibt sich taff, aber innerlich leidet sie, zumal sie sich die Schuld am Tod ihrer Eltern gibt. Kein Tag, nein, keine Sekunde vergeht, in der sie nicht an diese denkt. Sie ist die Schwester von Noah und Marie.

### Bruno Möller
Bruno, der Bruder von Joe, ist nach außen eine charismatische Rampensau, die feiert, sympathisch, witzig und gesellig ist. Bruno ist ein selbstbewusster Macher, ein Stehaufmännchen, der sich trotz seiner schwierigen Vergangenheit durchs Leben gekämpft hat und seine eigenen Entscheidungen trifft. Bruno hat ein Restaurant „Möllers Kitchen“ mit seinem Bruder.

### Sami
Sami weiß, wie er sich zu verkaufen hat. Er ist ein wahrer Charmeur, jedoch ohne dabei aufdringlich zu sein. Er behandelt jede Frau so, wie er es sich auch für seine Schwestern wünschen würde – immer mit Respekt. Trotzdem hat Sami immer einen flotten Spruch auf den Lippen und ist jederzeit für einen Spaß zu haben.

## Besetzung
Zu den langjährigen Darstellern der Serie gehören Lutz Schweigel, Marcel Maurice Neue, Alexander Freund, Katrin Hamann, Frank Winter, Liza Waschke, Denise Schwitalle und Manuel Denniger.

### Hauptdarsteller
Sortiert nach der Reihenfolge des Einstiegs.
| Darsteller                | Rollenname                                 | Episoden                  | Zeitraum         | Bemerkung: |
| ------------------------- | ------------------------------------------ | ------------------------- | ---------------- | --- |
| Lutz Schweigel            | Joe Möller                                 | 1–                        | 2011–            | Leiter des Joka; Freund von Peggy; Exmann von Peggy und Paula; Exfreund von Anja, Linda, Jenny und Laura; Exaffäre von Jeanette, Jill, Viola, Ronja und Isabella; One-Night-Stand von Holly und Kira; Vater von Hanna; Großvater von Joanna; Sohn von Ute und Werner; Bruder von Ulrike und Bruno; Onkel von Aylin und Jonas |
| Marcel Maurice Neue       | Karsten „Krätze“ Rätze                     | 3–                        | 2011–            | Hausmeister an der Gesamtschule-Ost und Mitarbeiter der Bar Kräsch Exverlobter von Hanna und Zoe; Exfreund von Miri, Lucy und Emmi; Vater von Ben; Sohn von Renate; Halbbruder von Lynn; Onkel von Luna; Neffe von Monika; bester Freund von Schmidti                                                                        |
| Alexander Freund          | Florian „Schmidti“ Hagemeier, geb. Schmidt | 3–                        | 2011–            | Eigentümer der Bar Kräsch und Besitzer des Hausboots Exmann von Jade; Exverlobter von Elif; Exfreund von Alex, Isabelle, Lisa, Emmi, Lucy, Selma, Sabrina, Franzi und Indira; Exaffäre von Claudia und Klara; One-Night-Stand von Kiara und Tara; Sohn von Marion und Hans; bester Freund von Krätze                         |
| Katrin Hamann             | Peggy Möller, geb. Heidmann                | 4–2232, 2811–             | 2011–2020, 2022– | Friseurin in der Schnitte Freundin von Joe; Exfrau von Joe; Exverlobte von Erik; Exfreundin von Lukas, Theo, Robert und Rene; Exaffäre von Florian; One-Night-Stand von Kalle; Tochter von Inge und Günther |
| Frank Winter              | Piet Berger                                | 26–                       | 2011–            | Eigentümer des Matrix Exverlobter von Kiara; Exfreund von Ilona, Naomi, JJ und Helene; Exaffäre von Nicole, Simone und Steffi; One-Night-Stand von Kathrin und Inge; Vater von Kati; Sohn von Grete; Onkel von Chiara |
| Liza Waschke              | Milla Hoffmann, geb. Brandt                | 457–                      | 2013–            | Mitarbeiterin des Matrix Ehefrau von Mike; Exfrau von Leon; Exfreundin von Kingston, Basti, Max, Jimmy, Vincent, Eric (durch seinen Tod) und Tom; Exaffäre von Sascha, Tobi, André und Henry; One-Night-Stand von Martin und Caro; Mutter von Amelie; Tochter von Esther und Klaus; Cousine von Toni                         |
| Denise Schwitalle         | Emilia „Emmi“ Schwanitz                    | 740–                      | 2014–            | Make-up-Artistin in der Schnitte Freundin von Bruno; Exfreundin von Schmidti, Samu, Jannes, Tom und Krätze; Exaffäre von Nina und Chiara; Tochter von Karin; Schwester von Andrew; Cousine von Leni |
| Samuel Bartz              | Malte Habich                               | 1186–1530 2879–3403 3495– | 2016–2017 2023–  | Exfreund von Aylin, Chiara und Valentina; Exaffäre von Indira; Sohn von Theo und Nadine; Bruder von Jannes; Halbbruder von Indira; Neffe von Paula; Enkel von Dagmar und Berthold; geht zu Jannes nach Thailand. Gastauftritt: Episoden 2522–2529 (2021)                                                                     |
| Filip Nikolic             | Mike Riedel                                | 2026–                     | 2019–            | Angestellter im Möllers Kitchen Ehemann von Milla; Exverlobter von Kim; Exfreund von Anke, Paula und Pia; One-Night-Stand von Tara und Sara; Vater von Connor, Halbbruder von Valentina; Sohn von Frank |
| Lidia Santangelo Herrero  | Chiara Berger                              | 2407–                     | 2021–            | Azubi in der Schnitte Exfreundin von Malte, Denny und Sascha; Exaffäre von Sami und Emmi; Nichte von Piet; Cousine von Kati; Enkelin von Grete |
| Matthias Etienne Girrulat | Bruno Möller                               | 2736–                     | 2022–            | Teilhaber von Möllers Kitchen Freund von Emmi; Exmann von Katy; Vater von Jonas; Bruder von Joe und Ulrike; Onkel von Aylin und Hanna; Sohn von Ute und Werner |
| Amy Scott-Smith           | Katy Möller                                | 2737–                     | 2022–            | Angestellte im Möllers Kitchen und Sozialarbeiterin im Joka Exfrau von Bruno; Ex-Freundin von Basti; Mutter von Jonas |
| Alex Khachab              | Karim Hamid                                | 3095–                     | 2023–            | Schüler Freund von Charli; Sohn von Nuri und Sara; Neffe von Sami |
| Nandia Siada              | Sara Hamid                                 | 3131–                     | 2024–            | Teilhaberin der Schnitte Exfrau von Nuri, One-Night-Stand von Sami, Tom und Mike; Mutter von Karim |
| Hee Soo                   | Janni Lebach                               | 3150–                     | 2024–            | Lehrerin an der Gesamtschule Ost |
| Charice Firmino           | Karla Reimann                              | 3161–                     | 2024–            | Polizistin |
| Elinor Vogel              | Indira Kappler                             | 3236–3262 3396–           | 2024 2025–       | Exfreundin von Schmidti; Exaffäre von Malte, Tochter von Theo, Halbschwester von Jannes und Malte, Bekanntschaft von Steffi Nebenrolle von Juli 2024 bis August 2024 |
| Nicole Alana              | Valentina                                  | 3266–                     | 2024–            | Angestellte im Möllers Kitchen Ex-Freundin von Malte; Halbschwester von Mike; Tochter von Frank |
| Miriam Ibarra             | Charli Teuber                              | 3291–                     | 2024–            | Schülerin Freundin von Karim |
| Finn Hanssen              | Oliver Lorenz                              | 3406–                     | 2025–            | Schuldirektor an der Gesamtschule Ost Witwer Diana, Adoptivvater von Elias |
| Jayar Sibilla             | Elias Hanke                                | 3411–                     | 2025–            | Schüler Adoptivsohn von Oliver und Diana |
| Pascal Stenzel            | Thomas „Tommy“ Meining                     | 3445–                     | 2025–            | Lebenskünstler Cousin von Rick |

### Ehemalige Hauptdarsteller
Sortiert nach der Reihenfolge des Ausstiegs.
| Darsteller               | Rollenname                                 | Episoden            | Zeitraum            | Bemerkung: |
| ------------------------ | ------------------------------------------ | ------------------- | ------------------- | --- |
| Yasemin Cetinkaya        | Ceylan Gül                                 | 1–59                | 2011                | Exfreundin von Marcel; Schwester von Sinan; wandert nach der Trennung von Marcel nach Spanien aus Gastauftritt:Episode 159–165 (2012) |
| Jana Verweyen            | Linda Borowski                             | 38–153              | 2011–2012           | Exfreundin von Betty, Joe, Alina und Marcel; verlässt Berlin nach der Trennung von Marcel |
| Janet Müller             | Sharon Wagner                              | 22–190              | 2011–2012           | Exfreundin von Carlos und Basti; Exaffäre von Fabrizio; weist sich aufgrund ihrer schweren Depressionen in eine Psychiatrie ein |
| Jan Leyk                 | Carlos Hansen                              | 1–248               | 2011–2012           | Exfreund von Sharon, Jessica und Sofi; Exaffäre von Stefania und Giulia; verlässt Berlin, da er sich seine Gefühle für Sofi nicht eingestehen möchte |
| Pia Tillmann             | Meike Nowak geb. Weber                     | 1–343               | 2011–2013           | Exfrau von Marcel; Exfreundin von Sascha, Max, Greg und Alex;One Night Stand von Derik; besucht Alina auf Ibiza, um Marcel aus ihren Gedanken zu bekommen Gastauftritte: Episoden 671, 818–839 (2014–2015) und 1014 (2015) |
| Deniz Günes Kalafat      | Sara Aydin                                 | 165–349             | 2012–2013           | Exfreundin von Patrick; Exaffäre von Marcel; Cousine von Deniz; löst ihre Wohnung nach dem Weggang von Jessica auf |
| Pascal Spalter           | Nils Röder                                 | 182–353             | 2012–2013           | Freund von Jenny; Exfreund von Sofi; führt mit Oles Exfreundin Jenny eine Beziehung Gastauftritt: Episode 411 (2013) |
| Florian Schattenberg     | Joshua Schiller                            | 191–462             | 2012–2013           | Exmann von Hanna; Exfreund von Michelle; Vater von Joanna; Sohn von Heike und Manfred; Bruder von Julia; zieht wegen eines Jobangebots nach Australien Gastauftritt: Episode 596 (2014) |
| Alessandra Barba         | Giulia Ferro                               | 185–506             | 2012–2013           | Exaffäre von Carlos und Dario; Schwester von Stephania; wandert nach Italien aus |
| Ricarda Magduschewski    | Sofi Bach                                  | 1–575               | 2011–2013           | Exfreundin von Barry, Carlos, Nils, Dario und Felix; Exaffäre von Pierre; One-Night-Stand von Basti; Tochter von Gaby und Wolfgang; Nichte von Nora; verlässt Berlin, um sich in Stockholm gemeinsam mit Konstantin ein neues Leben aufzubauen |
| Philip Bender            | Felix Menzel                               | 355–687             | 2013–2014           | Exfreund von Alina und Sofi; Exaffäre von Sofi; Halbbruder von Caro und Marie; wandert in die USA aus |
| Nocky Fine               | Sunny Reinert                              | 413–707             | 2013–2014           | Exfreundin von Max; Exaffäre von Karim; One-Night-Stand von Marcel und Max; Tochter von Kalle; beste Freundin von Sandy; geht zu ihrem Vater nach Thailand zurück |
| Steffi Landerer          | Sandy Seiz                                 | 300–707             | 2012–2014           | Exaffäre von Kalle; One-Night-Stand von Marcel; beste Freundin von Sunny; begleitet Sunny nach Thailand |
| Sandra Lambeck           | Michelle Schultz                           | 119–723             | 2012–2014           | Exfreundin von Joshua und Dario; Exaffäre von John; Tochter von Nigel; Schwester von Tyler, geht nach Ibiza um in Piets neuem Club zu arbeiten Gastauftritt: Episode 62 (2011) |
| Pablo Hirsch             | Maximilian „Max“ Winkler                   | 198–752             | 2012–2014           | Freund von Pia; Exfreund von Jessi, Sunny und Milla; One-Night-Stand von Caro und Jessi; kehrt zu Pia nach Konstanz zurück, nachdem Jessica mit seinen Gefühlen spielte Gastauftritt: Episode 1014 (2015) |
| Elena Fichtner           | Katharina „Kati“ Jungblut                  | 502–769             | 2013–2014           | Exfreundin von Marcel; One-Night-Stand von Marcel; Tochter von Piet und Ilona; Enkelin von Grete; wurde von Piet nach Mallorca zu ihrer Oma geschickt, um sich auszukurieren |
| Malte Fröbel             | Paco Hoffmann                              | 492–819             | 2013–2014           | Exfreund von Miri und Lara; Exaffäre von Isabelle; One-Night-Stand von Hanna und Caro; Vater von Jamie; Sohn von Tatjana und Guido; Bruder von Leon; geht nach Ibiza, um dort für Lara und seinen Sohn Jamie da zu sein |
| Patrick G. Boll          | Marcel Nowak                               | 1–842               | 2011–2015           | Exmann von Meike; Exfreund von Ceylan, Linda, Toni, Kati und Lou; Exaffäre von Sara, Caro, Nicole und Sunny; One-Night-Stand von Hanna, Kiki und Sandy; Sohn von Thomas; Bruder von Jessi; Halbbruder von Timo und Lissy; folgt Meike nach Ibiza Gastauftritt: Episode 1010–1019 (2015) |
| Sebastian Hosang         | Maik Hoffmann                              | 744–907             | 2014–2015           | Exfreund von Diana, Lou und Caro; Vater von Max; geht mit seinem Sohn Max nach Magdeburg |
| Anne Wünsche             | Hanna Garçia Alberes geb. Fischer          | 1–462 634–997       | 2011–2013 2014–2015 | Ehefrau von Rubén; Exfrau von Joshua; Exverlobte von Krätze und Robin; Exfreundin von Jannik und Moritz; One-Night-Stand von Marcel, Tyler, Paco und Linus; Mutter von Joanna; Tochter von Joe und Anja; Cousine von Aylin; Nichte von Ulrike; Enkelin von Ute und Werner; reist nach dem erfolgreichen Ende von Joes Prozess wieder nach Hause nach Spanien ab, da sie dort wieder in Rubéns Bar helfen muss Gastauftritte: Episoden 573–597 (2013–2014), 1191–1196 (2016), 1373–1375, 1467–1472 (2017), 2037 (2019) und 2527–2529 (2021) |
| Liv Gold                 | Melissa Farsad                             | 786–1060            | 2014–2015           | Freundin von Sarah; Exfreundin von Sina; zieht nach dem endgültigen Bruch mit Jessica gemeinsam mit Sarah in eine eigene Wohnung |
| Patrick Goldau           | Timo Steinert                              | 808–1083            | 2014–2015           | Exfreund von Dina und Mark; One-Night-Stand von Jasmin, Alex und Adrian; Sohn von Thomas; Halbbruder von Marcel, Jessica und Lissy; bester Freund von Lenni; eröffnet mit Marcel und Jessi eine Bar in Thailand Gastauftritt: Episode 1494 (2017) |
| Sarah Bock               | Louisa „Lou“ Bergmann                      | 713–1108            | 2014–2016           | Exfreundin von Maik, Marcel und Daniel; Exaffäre von Leon; Tochter von Aylin, verlässt Berlin, nachdem herausgekommen ist, dass sie Daniel Koks untergejubelt hat |
| Sina Minou               | Caroline „Caro“ Andersen                   | 317–1234            | 2012–2016           | Exfreundin von Maik und Niklas; Exaffäre von Marcel und Tobi; One-Night-Stand von Max, Paco, Leon, Nils, Axel, Jeremy und Milla; Tochter von Joachim; Halbschwester von Felix und Marie Gastauftritte: Episoden 1464–1514 (2017), Episoden 2213–2232 (2020) |
| Angelo Carlucci          | Daniel Hegel †                             | 940–1337            | 2015–2016           | Exfreund von Nora, Jessi, Lou, Alessia und Miri; Exaffäre von Roxy; One-Night-Stand von Leni; Sohn von Axel und Susanne; geht nach Miris Abfuhr nach L.A., bei seiner Rückkehr nach Berlin verunglückt er bei einem Unfall tödlich |
|                          | Aylin Möller                               | 1162–1370           | 2016–2017           | Exfreundin von Malte und Jannes; Tochter von Ulrike; Nichte von Joe; Cousine von Hanna; Enkelin von Ute und Werner; geht mit ihrer Mutter ins Allgäu |
| Josephine Welsch         | Miriam „Miri“ Schwartz                     | 366–1395            | 2013–2017           | Exfreundin von Ibo, Krätze, Robin, Arne, Paco, Matze und Daniel; One-Night-Stand von Leon, Marc und Jan; Mutter von Ben Daniel; Tochter von Claudia und Volker; Enkelin von Erna; möchte mit ihrem Sohn Ben Daniel in Brandenburg ein neues Leben beginnen Gastauftritt: Episoden 1474–1489 (2017) |
| Chameen Loca             | Jessica „Jessi“ Nowak                      | 12–329 718–1496     | 2011–2013 2014–2017 | Exfrau von Chris; Exfreundin von Carlos, Gregor, Max, Lenni und Daniel; Exaffäre von Barry, Gregor und Patrick; One-Night-Stand von Axel und Pascal; Tochter von Thomas; Schwester von Marcel; Halbschwester von Timo und Lissy; eröffnet mit Marcel und Timo eine Bar in Thailand |
| Laura Schlüter           | Nina Ristau                                | 1241–1603           | 2016–2018           | Exfreundin von Tim und André; Exaffäre von Leon; One-Night-Stand von Janice; kehrt aufgrund von Heimweh zurück in ihren Heimatort Brilon |
| Jasmin Twardowski        | Inge Heidmann                              | 85–1489, 1614–1674  | 2012–2018           | Exfrau von Günther und Emilio; Exfreundin von Karl-Jürgen und Michael, One-Night-Stand von Piet; Mutter von Peggy; pflegt Piets Mutter auf Mallorca Gastauftritte: Episoden 1520, 1531, 1582 (2017) und 2037 (2019) Stimmauftritt: Episode 2233 (2020) |
| Pascal Kappés            | David Niefer                               | 1448–1695           | 2017–2018           | Exfreund von Lisa; One-Night-Stand von Alessia und Lexy; Sohn von Jeanette; ehem. Ziehsohn von Joe; Bruder von Lucy; geht nach Kuba, nachdem seine Machenschaften endgültig aufgeflogen sind |
| Jenefer Riili            | Alessia Favelli                            | 1046–1699           | 2015–2018           | Exfreundin von Fabrizio, Daniel und Matti; One-Night-Stand von Jonas, Alina und David; Schwester von Toto; geht für unbestimmte Zeit nach Mailand, in der Hoffnung, in der Modebranche durchstarten zu können Videoauftritt: Episode 1801 (2018) |
| Marijke Smittenaar       | Lisa van Donzel                            | 1471–1801           | 2017–2018           | Exfreundin von David; Exaffäre von Felix; One-Night-Stand von Henny; Tochter von Elena; Cousine von Alina und Vanessa; Nichte von Kerstin; geht mit Mona auf Weltreise |
| Jazzy Gudd               | Charlotte „Eule“ Kapel                     | 1396–1818           | 2017–2018           | Exfreundin von Brian und Jannes; geht auf große Tour |
| Melissa Christina Zerhau | Jacky Schröder                             | 1466–1930           | 2017–2019           | Exverlobte von Alina; One-Night-Stand von Nik; Tochter von Zaida und Henrik; Schwester von Lilly; zieht zu ihrer Schwester nach Brandenburg |
| Matthias Höhn            | Pascal Reuter                              | 1466–1946           | 2017–2019           | Exfreund von Janin und Kim; Sohn von Andrea und Thomas; bester Freund von Nik; geht zurück zu seinen Eltern nach Braunschweig, nachdem Kim ihn mit Leon betrogen hat |
| Nina Menke               | Sabrina Ostrowski aka „Mrs. Nina Chartier“ | 1526–2005           | 2017–2019           | Exfreundin von Jumbo, Eike, Ali und Schmidti; geht wieder auf Touren Gastauftritte: Episoden 2172–2174 (2020) |
| Saskia Beecks            | Alina Schmitts                             | 1–640 1253–2023     | 2011–2014 2016–2019 | Exverlobte von Jacky, Exfreundin von Dani, Linda, Kroko, Rebecca, Felix, Julia, Dana und Greta; One-Night-Stand von Paul, Alessia, Larissa und Moritz; Tochter von Kerstin; Schwester von Vanessa; Cousine von Lisa; geht zu Franzi nach Gran Canaria |
| Sandy Fähse              | Leon Hoffmann                              | 622–628 703–2052    | 2014–2019           | Exmann von Milla; Exaffäre von Diana, Lou, Kathrin, Jenny und Nina; One-Night-Stand von Miri, Caro, Sandy und Kim; Sohn von Tatjana und Guido; Bruder von Paco; Onkel von Jamie; verlässt Berlin, nachdem er Milla aus dem Gefängnis herausholte und Jannes seine Bar bekam Nebenrolle im März 2014 |
| Elene Lucia Ameur        | Zoe Schuster                               | 1799–2052           | 2018–2019           | Exverlobte von Krätze; Exaffäre von Jury; Mutter von Haley; wird in Behandlung geschickt, nachdem ihre Intrigen aufgeflogen sind Nebenrolle von März bis November 2018 |
| Livia Mischel            | Vivi Michel                                | 2023–2210           | 2019–2020           | Freundin von Luke; verreist gemeinsam mit Lukasz |
| Bartosz Andrzejczak      | Lukasz „Luke“ Andrzejczak                  | 2072–2210           | 2019–2020           | Freund von Vivi; Exfreund von Olivia; Bruder von Agatha; erreist gemeinsam mit Vivi. |
| Tim Rasch                | Nik Becker                                 | 1466–2216           | 2017–2020           | Exfreund von Kim; Exaffäre von Angel; One-Night-Stand von Cosima und Jacky; Sohn von Mario und Sylvie; Bruder von Robin; Stiefbruder von Philip; geht als DJ auf Tour durch Europa. |
| Amanda Bella Ciss        | Lilly Martens                              | 2111–2224           | 2020                | Freundin von Marco; Exfreundin von Denny; beginnt ihre Ausbildung als Zahntechnikerin in Hürth. Videoauftritt: Episode 2233 (2020) |
| Fernando Dela Vega       | Fabrizio „Brizi“ Di Marco                  | 1–1381 2198–2312    | 2011–2017 2020      | Verlobter von JJ, Exverlobter von Bianca; Exfreund von Maren, Franca, Lea und Alessia; Exaffäre von Sharon, Conchetta, Inka, Kim und Nicky; One-Night-Stand von Carla, Merle, Mercedes, Gina und Tina; Sohn von Maria; Cousin von Gino; lebt derzeit bei seiner Mutter in Italien Gastauftritt: Episode 1431 (2017) |
| Julia Jasmin Rühle       | JJ Sokolov                                 | 148–792 2215–2320   | 2012–2014 2020      | Verlobte von Fabrizio, Exverlobte von Lennox, Exfreundin von Bojan, Piet und Falk; Mutter von Philipp; besucht Fabrizio bei seiner Mutter in Italien |
| Laura Vetter             | Janine Denise „Jade“ Hagemeier             | 1961–2335           | 2019–2020           | Exfrau von Schmidti; Exfreundin von Mike; Exaffäre von André; Tochter von Emir; verlässt Schmidti ganz plötzlich und damit auch Berlin Videoauftritt: Episode 2352 (2021) |
| Nathalie Bleicher-Woth   | Kim Terenzi                                | 1463–2372           | 2017–2021           | Exverlobte von Mike; Exfreundin von Nik und Pascal und Casper; One-Night-Stand von Jonas, Leon und Connor; Tochter von Marc; Patentochter von Basti; verlässt Berlin aufgrund des Beziehungsaus mit Mike und zieht zu ihrem Vater nach Mallorca |
| Christoph Dannenberg     | Eric Meier †                               | 2264–2477           | 2020–2021           | Freund von Milla; Exfreund von Sarah; Vater von Amelie; Halbbruder von Pia; wird im Polizeidienst erschossen. |
| Benjamin Mittelstädt     | Jannes Habich                              | 1266–2492           | 2016–2021           | Exfreund von Aylin, Clara, Eule und Emmi; Exaffäre von Denise, One-Night-Stand von Nina, Sohn von Theo und Nadine; Bruder von Malte; Halbbruder von Indira; Enkel von Dagmar und Berthold; Neffe von Paula; sitzt für etwa 4 Jahre wegen Totschlags im Gefängnis. Gastauftritt: Episoden 2892–2894 (2023) |
| Jenny Wendelberger       | Pia Wagner                                 | 2365–2520           | 2021                | Exfreundin von Mike; Exaffäre von Andre; Halbschwester von Eric, Tante von Amelie; verlässt Berlin auf unbestimmte Zeit. |
| Ranndy Frahm             | Theodor „Theo“ Habich†                     | 1134–1338 2211–2529 | 2016 2020–2021      | Exmann von Nadine; Exfreund von Peggy; Vater von Jannes, Malte und Indira; Sohn von Dagmar und Berthold; Bruder von Paula; wird wegen Geiselnahme, illegalen Waffenbesitzes und versuchten Totschlags zu 9 Jahren Haft verurteilt. Er flieht aus dem Gefängnis, versucht Peggy und Joe umzubringen und wird schlussendlich von Peggy erschossen. Gastauftritte: Episoden 1529–1530 (2017), 1714–1722 (2018) und 2869–2871 (2023) Stimmauftritt: 3452 (2025)                                                                                |
| Junior Safia Nsangou     | Patrice                                    | 2462–2584           | 2021                | Exverlobter von Toni; geht nach Duisburg. |
| Laura Wölki              | Mandy Heuer, geb. Runke                    | 1398–2609           | 2017–2022           | Exfrau von Basti; Exfreundin von André und Ole; Mutter von Joey; Tochter von Ralf; verlässt Berlin. |
| Patrick Fabian           | André Neumann                              | 1461–2621           | 2017–2022           | Exfreund von Nina und Mandy; Exaffäre von Kathrin, Mona, Milla, Stella, Jade, Carlotta und Pia; Vater von Joey; Sohn von Beate und Klaus; Bruder von Franzi; geht nach Brandenburg zu Mandy und Joey. |
| Falko Ochsenknecht       | Ole Peters                                 | 1–1609 2207–2659    | 2011–2018 2020–2022 | Exmann von Inez (Scheinehe); Exfreund von Melanie, Jenny, Josie und Mandy; Sohn von Elke und Helge; bekommt ein Schlagerangebot auf Mallorca. |
| Edis König               | Tom Fröhlich                               | 2539–2728           | 2021–2022           | Exfreund von Milla und Emmi; Exaffäre von Leni; geht nach Dubai. |
| Anne Enderlein           | Eva Haase                                  | 2654–2750           | 2022                | Exfreundin von Nino; verlässt die Stadt, nachdem sie die Beziehung zu Nino nicht mehr halten kann. |
| Laura Hartlieb           | Leni                                       | 2667–2780           | 2022                | Exfreundin von Leif; Exaffäre von Tom; nimmt sich eine Auszeit in Portugal. |
| Jacob Grün               | Connor Passek                              | 1948–2796           | 2019–2022           | Exfreund von Toni; Exaffäre von Liz; One-Night-Stand von Kim; Sohn von Anke und Mike; geht mit Liz auf Tour Videoauftritt: Episode 2828 (2022) |
| Brendon Maia da Silva    | Miguel Alves                               | 2429–2810           | 2021–2022           | Exfreund von Tara; Exaffäre von Paula und Amelie; Halbbruder von Olivia und Raffael |
| Adonis Jovanovic         | Dejan „Dean“ Bartizs                       | 2058–2839           | 2019–2022           | Exfreund von Toni und Olivia; One-Night-Stand von Amelie; Sohn von Darko und Manuela; Bruder von Elena und Kiara; Halbbruder von Nino; erhält ein Stipendium für eine Uni in England. |
| Jessica Sulikowski       | Olivia Alves                               | 2056–2854           | 2019–2023           | Exfreundin von Tim, Luke, Henry und Dean; Exaffäre von Tristan; Schwester von Raffael; Halbschwester von Miguel; flüchtet aus Berlin, nachdem sie versucht hat, Milla umzubringen. |
| Jörn Lehmann             | Denny Keller                               | 2094–2865           | 2019–2023           | Exfreund von Lilli, Chiara und Lynn; Vater von Luna; Sohn von Stefanie; hat in Leipzig ein Jobangebot angenommen. |
| Leandro Jovanovic        | Nino Rose                                  | 2546–2874           | 2021–2023           | Exfreund von Eva; Exaffäre von Sina; Sohn von Darko und Doreen; Halbbruder von Dean, Elena und Kiara; geht nach Hamburg um sich dort mit seiner ehemaligen Lehrerin Eva ein neues Leben aufzubauen. |
| Finn Emma Trautmann      | Vanessa                                    | 2855–3002           | 2023                | Ex-Freundin von Leif; Halbschwester von Toni; geht nach Köln. |
| Laura Maack              | Paula Habich                               | 623–3008            | 2014–2023           | Exfrau von Basti und Joe; Exverlobte von David; Exfreundin von Lasse, Chris und Mike; Exaffäre von Miguel und Sami; Pflegemutter von Noah, Sina und Marie; Tochter von Dagmar und Berthold; Schwester von Theo; Tante von Jannes und Malte; Cousine von Greta; Besitzerin von Mucki; geht nach Brandenburg zu Marie. |
| Laura Hink               | Caroline „Lynn“ Rätze                      | 2297–3046           | 2020–2023           | Exfreundin von Jonas und Denny; Exaffäre von Jason; Mutter von Luna; Tochter von Renate und Lothar; Halbschwester von Krätze; Tante von Ben; Nichte von Marion; geht zu Denny nach Leipzig. |
| Jan-Philipp Preuß        | Leif                                       | 2591–3122           | 2021–2024           | Freund von Toni; Exfreund von Vanessa, Tessa und Leni; sitzt im Rollstuhl; geht mit Toni für eine Therapie in die Schweiz. |
| Katharina Kock           | Antonia „Toni“ Brandt                      | 1997–3124           | 2019–2024           | Freundin von Leif; Exverlobte von Patrice; Exfreundin von Dean, Connor und Sascha; Exaffäre von Aaron; Halbschwester von Vanessa; Nichte von Esther und Klaus; Cousine von Milla. Geht mit Leif in die Schweiz. |
| Martin Wernicke          | Sebastian „Basti“ Heuer, gesch. Habich     | 66–3241             | 2011–2024           | Exmann von Paula und Mandy; Exfreund von Katy, Sina, Sharon und Milla; One-Night-Stand von Sofi, Alina, Rob und Agatha; Sohn von Anne; Pflegevater von Noah, Sina und Marie; Patenonkel von Kim. Geht für unbestimmte Zeit nach La Gomera. |
| Nima Bazrafkan           | Nuri Hamid                                 | 3088–3281           | 2023–2024           | Exmann von Sara, Exfreund von Rick; Vater von Karim, Cousin von Sami; tritt nicht mehr in Erscheinung. |
| Leo Wilhelm              | Noah Albrecht                              | 2729–????           | 2022–2024           | Sohn von Sabine und Markus; Bruder von Sina und Marie; Pflegesohn von Basti und Paula; tritt nicht mehr in Erscheinung. |
| Lukas Rantz              | Lennart Meier                              | 2907–3351           | 2023–2025           | Exfreund von Amelie; verlässt nach der Trennung von Amelie Berlin. |
| Daniel Kunz              | Jonas Möller                               | 2801–3057           | 2022–2023           | Exfreund von Lynn und Sina; One-Night-Stand von Amelie und Sina; Sohn von Jack und Katy; Stiefsohn von Bruno; Neffe von Joe und Ulrike; Enkel von Ute und Werner; Cousin von Hanna und Aylin; geht nach Australien. |
| Lucas Klug               | Jonas Möller                               | 3058–3131 3207–3361 | 2023–2024 2024–2025 | Exfreund von Lynn und Sina; One-Night-Stand von Amelie und Sina; Sohn von Jack und Katy; Stiefsohn von Bruno; Neffe von Joe und Ulrike; Enkel von Ute und Werner; Cousin von Hanna und Aylin; geht nach Australien. |
| Mareike Flügge           | Franziska „Franzi“ Neumann                 | 1806–1972 2639–3363 | 2018–2019 2022–2025 | Exfreundin von Kai und Schmidti; Tochter von Beate und Klaus; Schwester von André; Tante von Joey; geht für ein Studium nach Freiburg Gastauftritt: Folge 1974 und 1984 (2019) |
| Ismail Görgülü           | Sami Hamid                                 | 2857–3368           | 2023–2025           | Ex-Verlobter von Yasemin; Ex-Affäre von Paula und Chiara; One-Night-Stand von Sara; Cousin von Nuri; Onkel von Karim; übernimmt den Laden von seinen Onkel und verlässt daraufhin Berlin. |
| Jason Fairbrother        | Sascha Lind                                | 2292–3386           | 2023–2025           | Exfreund von Toni und Chiara; Bruder von Annika; macht einen Neustart. |
| Manuel Denniger          | Richard „Rick“ Meining                     | 793–2356 2602–3443  | 2014–2021 2021–2025 | Miteigentümer der Schnitte Exfreund von Ralf, Jan und Nuri; Exaffäre von Claudio; Enkel von Gisela; Cousin von Tommy Gastauftritte: Episoden 2395 und 2508–2530 (2021) |
| Jeanne Zeitler           | Sina Albrecht                              | 2729–3455           | 2022–2025           | Schülerin Ex-Freundin von Jonas; Exaffäre von Nino; One-Night-Stand von Amelie und Jonas; Tochter von Sabine und Markus; Schwester von Noah und Marie; Pflegetochter von Basti und Paula |
| Jenny Bumaye             | Cleopatra (Cleo) Zakaria                   | 3161–3476           | 2024–2025           | Barkeeperin im Matrix Exaffäre von Maxim |
| Pia Trümper              | Amelie Wolf                                | 2214–2552 2756–3486 | 2020–2021 2022–2025 | Schülerin Exfreundin von Paul, Felix und Lennart; Exaffäre von Miguel; One-Night-Stand von Dean, Jonas, Sina und Thorben; Tochter von Milla und Eric; Adoptivtochter von Ramona und Karsten; Enkelin von Esther und Klaus; Nichte von Pia; |

### Nebendarsteller
Sortiert nach der Reihenfolge des Einstiegs.
| Darsteller      | Figur                 | Episoden                      | Zeitraum   | Beschreibung |
| --------------- | --------------------- | ----------------------------- | ---------- | --- |
|                 | Siggi                 | 73– (sporadische Auftritte)   | 2011–      | Besitzer der Rock-Wikingerbar Freund von Maja, Ex-Freund von Jill, guter Freund von Joe, Erzfeind von Kalle, Onkel von Mischa |
| Steven Seidlitz | Leonard „Leo“ Mc Tyre | 187– (sporadische Auftritte)  | 2012–      | Barkeeper im Matrix |
|                 | Ben Daniel Schwartz   | 1374– (sporadische Auftritte) | 2017–      | Sohn von Miri und Krätze, Enkel von Claudia, Renate und Volker, Urenkel von Erna, Neffe von Caro (Lynn)                       |
|                 | Herr Thömmes          | ?                             | ?          | Lehrer an der Gesamtschule Ost                                                                                                |
|                 | Herr Kleinsorge       | 3205–                         | 2024–      | Chef und Leiter der Polizeiwache                                                                                              |
|                 | Freddy                | 3205–                         | 2024–      | Mitarbeiter in der Polizeiwache                                                                                               |
|                 | Steffi                | ?                             | 2023 2025– | Wärterin im Gefängnis Bekanntschaft von Indira und Theo                                                                       |

### Ehemalige Nebendarsteller
Sortiert nach der Reihenfolge des Ausstiegs.
| Darsteller                  | Figur                              | Episoden                                                                                         | Zeitraum                                           | Beschreibung |
| --------------------------- | ---------------------------------- | ------------------------------------------------------------------------------------------------ | -------------------------------------------------- | --- |
| Miguél                      | Jannik                             | 8–47                                                                                             | 2011                                               | Ex-Freund von Hanna |
| Barry Hammerschmidt         | Barry Hammerschmidt                | 39–86                                                                                            | 2011–2012                                          | Ex-Freund von Sofi; Ex-Affäre von Jessica, Erotikmodel |
|                             | Franky                             | 73–110                                                                                           | 2011–2012                                          | Mitglied von Joes ehemaliger Bikergang |
| Nadine Zucker               | Tina                               | 61–136                                                                                           | 2011–2012                                          | ehem. Nachbarin von Joes WG |
| Meike Williams              | Kiki                               | 26–150                                                                                           | 2011–2012                                          | ehem. beste Freundin von Jessica, ehem. GoGo-Tänzerin im Matrix |
| Hermann Niesig              | Hermann Niesig                     | 160–174                                                                                          | 2012                                               | ehem. Komponist und Musikproduzent von Ole |
| Etienne T. Llinares         | Dave                               | 1–178                                                                                            | 2011–2012                                          | ehem. guter Freund von Alina und der WG |
| Marvin Ahmed-Johnson        | Tyler Schultz                      | 128–198                                                                                          | 2012                                               | Ex-Affäre von Anja, One-Night-Stand von Hanna, Bruder von Michelle, Sohn von Nigel |
|                             | Charly                             | 124–214                                                                                          | 2012                                               | ehemalige Besitzerin von Joes Werkstatt unter dem Namen 'Charlys Schraube' |
|                             | Jimmy                              | 124–214                                                                                          | 2012                                               | ehemaliger Mechatroniker in 'Charlys Schraube' |
| Marlon Pulat                | Deniz Khawaja                      | 149–241                                                                                          | 2012                                               | ehem. Verehrer von Meike, Cousin von Sara, Fitnesstrainer in Dresden, ehem. Immobilienmakler, ehem. Vermieter von Marcels und Meikes ehemaliger Agentur                                          |
| Stefan Schleep              | Gregor Falk                        | 105–136, 242–243                                                                                 | 2012                                               | Ex-Freund von Jessica, Mann von Silke |
|                             | Günther Heidmann                   | 85–262                                                                                           | 2012                                               | Vater von Peggy; Ex-Mann von Inge, Schwiegervater von Joe |
| Nadia Al-Mardini            | Carla Virtel                       | 169–276                                                                                          | 2012                                               | ehem. Galeristin und Mentorin von Marcel |
| Sabine Hitschfeld           | Kerstin Schmitts                   | 235–308                                                                                          | 2012                                               | Mutter von Alina und Vanessa, Ex-Freundin von Bernd, war alkoholsüchtig |
| Helen Keller                | Tascha                             | 3–192, 332–333                                                                                   | 2011–2012 2013                                     | ehem. Mitbewohnerin von Hanna, arbeitslos |
| Mandy Ströhmann             | Andrea „Andi“                      | 239–311, 332–333                                                                                 | 2012, 2013                                         | ehemalige Mitbewohnerin von Hanna; wurde lange Zeit für männlich gehalten |
|                             | Alex                               | 3–156, 332–333                                                                                   | 2011–2012 2013                                     | Ex-Freundin von Schmidti, ehem. Mitbewohnerin von Hanna |
| Iva Dakic                   | Rebecca Seidel                     | 257–341                                                                                          | 2012–2013                                          | Ex-Freundin von Alina, Stewardess |
| Amaretto                    | Amaretto                           | 156–342                                                                                          | 2012–2013                                          | ehemaliger Komponist/Texter und Manager von Ole |
| Franziska Lathan            | Stefania Ferro                     | 204–349                                                                                          | 2012–2013                                          | Schwester von Giulia; ehem. zweckgebundene Affäre von Carlos |
| Elisabeth Dietrich          | Jenny Siewert                      | 257–353                                                                                          | 2012–2013                                          | Freundin von Nils, Ex-Freundin von Ole, Tochter von Lennart, Verkäuferin in einem Schuhgeschäft                                                                                                  |
| Tolga Ölmez                 | Pierre                             | 317–366                                                                                          | 2012–2013                                          | Produzent; Ex-Freund von Sofi |
| Mirjam Brajkovic            | Vanessa Schmitts                   | 232–418                                                                                          | 2012–2013                                          | Tochter von Kerstin; Schwester von Alina; Cousine von Lisa |
| Judith Heim                 | Kroko                              | 132–461                                                                                          | 2012–2013                                          | Ex-Freundin von Alina |
|                             | Julia Schiller                     | 234–462                                                                                          | 2012–2013                                          | Schwester von Joshua, Tochter von Manfred und Heike, Tante von Joanna |
| Goran                       | Dario Kovac                        | 365–468                                                                                          | 2013                                               | Ex-Freund von Lilly, Sofi und Michelle; Ex-Affäre von Giulia und Michelle; ehem. DJ im Matrix |
| Thekla Piehler              | Bea                                | 537–556                                                                                          | 2013                                               | Freundin von Isabelle, One-Night-Stand von Krätze |
|                             | Norbert                            | 505–561                                                                                          | 2013                                               | ehem. Mitinsasse/Erpresser im Gefängnis von Felix |
|                             | Konstantin                         | 524–575                                                                                          | 2013                                               | Kunde und Bekanntschaft von Sofi aus dem Begleitservice |
| Mohammed Issa Omairat       | Ibrahim „Ibo“                      | 395–430, 501–576                                                                                 | 2013–2014                                          | Ex-Freund von Besitzer einer Shisha-Bar |
|                             | Manfred Schiller                   | 238–462, 596                                                                                     | 2012–2013, 2014                                    | Ehemann von Heike, Vater von Joshua und Julia, Opa von Joanna |
| Marc Barthel                | John Fehrs                         | 457–607                                                                                          | 2014                                               | Ex-Affäre von Michelle |
|                             | Sandrine                           | 415–609                                                                                          | 2014                                               | ehem. Chefin von Peggy und JJ im Kosmetiksalon Bennek-Dubiel Friseure |
| Thomas Weisheitel           | Robert „Rob“ Nürnberger            | 572–626                                                                                          | 2014                                               | Ex-Freund von Henning; One-Night-Stand von Basti; Bruder von Mona; ehem. DJ im Matrix, ehem. Produzent von JJ als Très Jolie                                                                     |
| Gin de Ville                | Viola Hecht                        | 589–664                                                                                          | 2014                                               | ehem. gute Freundin und Ex-Affäre von Joe, trainierte im Boxclub |
| Aresch „Atchi“ Tahaie-Abadi | Karim Mc Kone                      | 595–682                                                                                          | 2014                                               | Freund von Amy; Ex-Affäre von Sunny; ehem. Mitbewohner in Joes und Bastis WG, ehem. Verkäufer in einem Fahrradgeschäft                                                                           |
| Tom Ted                     | Gino                               | 658–683                                                                                          | 2014                                               | Cousin von Fabrizio, Ex-Verlobter von Franca, ehem. Inhaber eines Eiscafes |
|                             | Funda                              | 119–694                                                                                          | 2012–2014                                          | ehem. beste Freundin von Michelle, stichelte oft gegen Hanna |
| Daniel Benetka              | Karl-Heinz „Kalle“ Reinert         | 547–694                                                                                          | 2014                                               | Ex-Affäre von Sandy; One-Night-Stand von Peggy; Vater von Sunny |
|                             | Nicole                             | 676–699                                                                                          | 2014                                               | Ex-Affäre von Piet, ehem. GoGo-Tänzerin im Matrix |
| Marzia Tedeschi             | Franca                             | 659–705                                                                                          | 2014                                               | Ex-Freundin von Fabrizio, Ex-Verlobte von Gino |
| Alexander Parsch            | Martin „Mücke“ Bücke               | 195–716                                                                                          | 2012–2014                                          | ehem. Mitbewohner in Piets Loft |
|                             | Heike Schiller                     | 238–462, 678–679, 719                                                                            | 2012–2013 , 2014                                   | Mutter von Joshua und Julia, Oma von Joanna, Ehefrau von Manfred |
|                             | Biene                              | 379–727                                                                                          | 2013–2014                                          | beste Freundin von Miri, One-Night-Stand von Paco, geht für ein Jahr nach Frankreich |
| Gina Ha                     | Pia                                | 671–709, 730–732                                                                                 | 2014                                               | Freundin von Max, Mutter von Noah; geht nach Konstanz, um ein Jobangebot wahrzunehmen |
|                             | Noah                               | 685–709, 730–732                                                                                 | 2014                                               | Sohn von Pia |
|                             | Lisa                               | 708–739                                                                                          | 2014                                               | Freundin von Benny, Ex-Freundin von Schmidti, ehem. Angestellte in einem Plattenladen |
|                             | Jorge                              | 100–314, 767                                                                                     | 2012, 2014                                         | ehemaliger Chef von JJ und Peggy im Kosmetiksalon |
|                             | Arne                               | 752–770                                                                                          | 2014                                               | Eigentümer einer Boutique, Ex-Freund von Miri |
| Kristina Perekovic          | Isabelle Schneider                 | 533–556, 727–770                                                                                 | 2013, 2014                                         | Ex-Freundin von Schmidti, Ex-Affäre von Paco, ehem. gute Freundin von Miri |
|                             | Lea                                | 762–791                                                                                          | 2014                                               | Ex-Freundin von Fabrizio |
| Daniel Lux                  | Falk                               | 732–793                                                                                          | 2014                                               | Ex-Freund von JJ, Finanzberater |
| Isabella Antonia            | Rebecca „Becky“ Peters             | 785–803                                                                                          | 2014                                               | Cousine von Ole, Nichte von Elke und Helge, machte sich an Ole ran, weshalb sie von Oles Mutter wieder mitgenommen wurde, kam ursprünglich für ein Praktikum in einer Anwaltskanzlei nach Berlin |
| Ronny Pilster               | Moabit                             | 440–807                                                                                          | 2014                                               | ehem. guter Freund von Krätze, Jan, Emmi, Hanna und Schmidti |
| Jay Sukali                  | Chris Hamilton                     | 719–807                                                                                          | 2014                                               | Ex-Ehemann von Jessica; One-Night-Stand von Vivienne, ehem. Promoter |
|                             | Vivienne                           | 794–824                                                                                          | 2014                                               | ehem. Mitbewohnerin von Melissa, Jessica und Matze, One-Night-Stand von Chris |
| Simon Schumacher            | Moritz Vogt                        | 819–867                                                                                          | 2014–2015                                          | Ex-Freund von Hanna, Affäre von Amanda, App-Entwickler |
|                             | Amanda                             | 849–867                                                                                          | 2015                                               | Arbeitskollegin von Moritz, Fabian und Hanna, Affäre von Moritz |
|                             | Corinna                            | 830–832, 875–876                                                                                 | 2014 2015                                          | Schwester von Matze |
|                             | Marius Lettura †                   | 790–877                                                                                          | 2014–2015                                          | ehem. Besitzer des Matrix und des Lofts, Ehemann von Kathrin, Ex-Affäre von Jacky, verstarb im Matrix an einem Herzinfarkt                                                                       |
|                             | Jacky                              | 862–881                                                                                          | 2015                                               | ehem. GoGo-Tänzerin im Matrix, Ex-Affäre von Marius |
|                             | Inez Peters geb. Hernandez         | 842–884                                                                                          | 2015                                               | ehem. Schein-Ehefrau von Ole, Ex-Freundin von Sven, ehem. Servicekraft in einer Bar |
| Jana Anika Quiske           | Sina                               | 832–893                                                                                          | 2015                                               | Ex-Freundin von Melissa, Studentin |
| Julia Neumann               | Holly                              | 743, 886–897                                                                                     | 2015                                               | Stripperin, One-Night-Stand von Joe, ehem. Striplehrerin von Peggy |
| Tim Stramka                 | Jannik „Jan“ Koleychek             | 699–700, 772–906                                                                                 | 2014 2015                                          | Ex-Freund von Sabrina, One-Night-Stand von Miri |
|                             | Raffa                              | 910–922                                                                                          | 2015                                               | ehem. Anführer von Krätzes Straßengang |
|                             | Vicky                              | 919–922                                                                                          | 2015                                               | Nichte von Kathrin, GoGo-Tänzerin in Üzgürs Bar in Potsdam |
|                             | Thore                              | 891–930                                                                                          | 2015                                               | ehem. Tätowierer im Classic Tattoo, schikanierte Caro |
| Martin Walde                | Julian Krei                        | 915–932                                                                                          | 2015                                               | verprügelte Melissa und Lorena, Ex-Freund von Lorena |
|                             | Marie                              | 908–934                                                                                          | 2015                                               | Halbschwester von Caro, Tochter von Joachim, geht nach Barcelona |
| Anja Limbach                | Jill                               | 90, 355–458, 923, 936                                                                            | 2012, 2013, 2015                                   | Ex-Freundin von Siggi, alte Schulfreundin und Ex-Affäre von Joe |
|                             | Volker Schwartz                    | 410–479, 936                                                                                     | 2013, 2015                                         | Vater von Miri, Opa von Ben Daniel, Freund von Lena, Ex-Mann von Claudia |
|                             | Lukas Gorba                        | 903–943                                                                                          | 2015                                               | alter Schulfreund von Peggy, Ex-Freund von Carina/Mareike/Peggy, Inhaber eines Malerbetriebs |
|                             | Sascha                             | 907–957                                                                                          | 2015                                               | Ex-Affäre von Milla, ehem. Kumpel von Krätze, Stoppel und Stoney, ehem. Angestellter in Klaupes Waschstraße                                                                                      |
|                             | Stoney                             | 910–957                                                                                          | 2015                                               | ehem. Mitglied von Krätzes Straßengang |
| Philipp Mück                | Matthias „Matze“ Kentlinger        | 800–959                                                                                          | 2014–2015                                          | Freund von Ina; Ex-Freund von Miri; Ex-Affäre von Alisha; Bruder von Corinna |
| Jannis Düster               | Lenni                              | 809–962                                                                                          | 2014–2015                                          | Freund von Maja; Ex-Freund von Jessi; One-Night-Stand von Fabienne; bester Freund von Timo |
|                             | Kenny                              | 932–965                                                                                          | 2015                                               | ehem. bester Freund von Schmidti, Paketfahrer |
|                             | Kim                                | 953–972                                                                                          | 2015                                               | Ex-Affäre von Fabrizio, gute Freundin von Pam, Verkäuferin in einem Modegeschäft |
|                             | Cassandra „Cassy“                  | 942–974                                                                                          | 2015                                               | ehem. Mitglied in Henrys Girlband |
|                             | Henry Scheffer                     | 942–976                                                                                          | 2015                                               | ehem. Manager und Produzent der Girlband von Cassy, Melissa und Miri |
|                             | Tobi                               | 967–983                                                                                          | 2015                                               | Ex-Affäre von Caro/Milla, ehem. Tätowierer im Classic Tattoo, sexsüchtig |
| David Krösing               | Robin Fuchs                        | 647–774, 976–997                                                                                 | 2014–2015                                          | Ex-Verlobter von Hanna; Ex-Freund von Miri; Sohn von Heribert und Hannelore |
| Dilan Arielle               | Amy Wilke                          | 590–682, 1014                                                                                    | 2014, 2015                                         | Freundin von Karim |
|                             | Benito Bianci                      | 983–1014                                                                                         | 2015                                               | Sohn von Carla und Thomas, Halbbruder von Aaron, ehem. Mitbewohner in Joes WG, ehem. Aushilfe in Joes Werkstatt                                                                                  |
| Nino Zirafi                 | Simmo Magaletti                    | 812–877, 1014                                                                                    | 2014–2015                                          | Sohn von Gina, ehem. Verehrer von Peggy, ehem. Stiefsohn von Jens, ehem. Mitbewohner in Joes WG, ehem. Praktikant in Joes Werkstatt                                                              |
|                             | Mandy Paslak                       | 973–1022                                                                                         | 2015                                               | Freundin von Phil, Ex-Freundin von Dustin, Tochter von Wolfgang und Gisela, Mutter von Stella, Bekannte von Timo aus dem Jugendtreff, ehem. Mitbewohnerin in Joes WG                             |
|                             | Stella Paslak                      | 1004–1022                                                                                        | 2015                                               | Tochter von Mandy und Dustin, Enkelin von Wolfgang und Gisela, ehem. Adoptivtochter von Joe und Peggy                                                                                            |
| Petey Paradis               | Nicole „Nicky“                     | 890–1030                                                                                         | 2015                                               | Ex-Verlobte von Björn; Ex-Affäre von Fabrizio; gute Freundin von Ole und Fabrizio, ehem. Mitarbeiterin in Pams Tanningstudio, ehem. Aushilfe in Joes Werkstatt                                   |
|                             | Helge Peters                       | 992–1003, 1056–1057                                                                              | 2015                                               | Vater von Ole, Ex-Ehemann von Elke, Onkel von Becky, ehem. Aushilfe in einer Restaurantküche |
| Annie                       | Sarah                              | 993–1060                                                                                         | 2015                                               | Freundin von Melissa, Ex-Ehefrau von Peter, Mutter von Mikey, Bookerin, beste Freundin von Yvonne, zieht mit Melissa in eine eigene Wohnung                                                      |
| Felicitas Noack             | Sabrina                            | 806–840, 1067–1073                                                                               | 2014–2015                                          | Ex-Freundin von Simon/Jan, Ex-Affäre von Jan, gute Freundin von Lucy, ehem. beste Freundin von Emmi                                                                                              |
|                             | Helene Stehling                    | 790–954, 1086                                                                                    | 2014–2015                                          | Ex-Freundin von Piet, One-Night-Stand von Piet, gute Freundin von Grete, ehem. Managerin von Piets Stripperduo mit Basti, ehem. Managerin auf dem Hausboot                                       |
| Franziska Balzer            | Kiara                              | 1052–1099                                                                                        | 2015–2016                                          | ehem. GoGo im Matrix, Ex-Verlobte von Piet, One-Night-Stand von Schmidti, ehem. Mitbewohnerin auf dem Hausboot                                                                                   |
| Izral Diamond               | Niklas Hambach                     | 1049–1116                                                                                        | 2015–2016                                          | Ex-Freund von Caro; ehem. Mitbewohner im Loft, ehem. Lagerarbeiter im Matrix |
|                             | Milan                              | 1102–1128                                                                                        | 2016                                               | Polizist, ehem. Bekannter von Emmi |
|                             | Mark Degenhardt                    | 1076–1121, 1135                                                                                  | 2015–2016                                          | Ex-Freund von Timo, One-Night-Stand von Jessica, in Kontakt mit Drogen |
| Daniel Möllermann           | Mirko                              | 1112–1138                                                                                        | 2016                                               | Immobilienverkäufer, ehem. Arbeitskollege von Schmidti |
|                             | Roxy                               | 1121–1180                                                                                        | 2016                                               | Ex-Affäre von Daniel, ehem. Barkeeperin im Matrix |
|                             | Jimmy                              | 1138–1186                                                                                        | 2016                                               | Ex-Freund von Milla; ehem. bester Freund von Leon, ehem. DJ im Matrix |
| Prince Gabriel              | Salvatore „Toto“ Favelli           | 1077–1196                                                                                        | 2015–2016                                          | Bruder von Alessia, angehender Rapper |
|                             | Maria Di Marco                     | 2–755, 873, 969–1073, 1123–1127, 1199–1200                                                       | 2011–2016                                          | Mutter von Fabrizio; Tante von Gino; gute Freundin von Inge; Rentnerin |
| Steven Siebert              | David König                        | 898, 918–982, 1226–1295                                                                          | 2015–2016                                          | Ex-Verlobter von Paula, ehem. DJ im Matrix, saß ein Jahr wegen gefährlicher Körperverletzung im Gefängnis, geht nach Bali                                                                        |
|                             | Fatih Günes                        | 1219–1315                                                                                        | 2016                                               | Sohn von Hülya und Nihad, Bruder von Elif/Hakan, Mitarbeiter im Dönerladen seines Vaters |
|                             | Leni                               | 1307–1326                                                                                        | 2016                                               | One-Night-Stand von Daniel, Cousine von Emmi, (ehem.) Schülerin |
|                             | Tim Sievert                        | 1241–1334                                                                                        | 2016                                               | Ex-Freund von Nina, geht zurück nach Brilon |
| Susanne Richter             | Tatjana Hoffmann                   | 756–762, 1340                                                                                    | 2014, 2016                                         | Mutter von Paco und Leon, Großmutter von Jamie |
| Jülide Gücenmez             | Elif Günes                         | 1205–1347                                                                                        | 2016                                               | Freundin von Mehmet; Ex-Freundin von Schmidti; Tochter von Hülya und Nihad; Schwester von Fatih und Hakan                                                                                        |
|                             | Nihad Günes                        | 1214–1308, 1344–1347                                                                             | 2016                                               | Vater von Elif/Hakan/Fatih, Ehemann von Hülya, Inhaber eines Dönerladens |
|                             | Hülya Günes                        | 1219–1280, 1337, 1343–1347                                                                       | 2016                                               | Mutter von Elif/Hakan/Fatih, Ehefrau von Nihad, Mitarbeiterin im Dönerladen ihres Mannes |
| Deniz Erdal                 | Hakan Günes                        | 1219–1315, 1344–1347                                                                             | 2016                                               | Sohn von Hülya und Nihad, Bruder von Elif/Fatih, Mitarbeiter im Dönerladen seines Vaters |
|                             | Ulrike                             | 1162–1166, 1185, 1352, 1363–1370                                                                 | 2016–2017                                          | Mutter von Aylin, Schwester von Joe, Tochter von Ute/Werner, Tante von Hanna, Großtante von Joanna, saß im Gefängnis                                                                             |
|                             | Adam Hehr †                        | 1353–1400                                                                                        | 2017                                               | Ex-Mann von Jenny „Ginger“, Vater von Devin, ist ermordet worden |
|                             | Devin                              | 1353–1401                                                                                        | 2017                                               | Sohn von Jenny „Ginger“ und Adam |
| Jeff Gielkens               | Karsten Lehmann als Vincent Becker | 895–917, 1377–1413                                                                               | 2015, 2017                                         | Ex-Affäre von Milla, Ex-Freund von Milla, Bruder von Benjamin, nahm Milla aus, geht nach Ulm |
|                             | Carmen                             | 1421–1425                                                                                        | 2017                                               | Mutter von Emilio, ehem. Schwiegermutter von Inge |
|                             | Sven                               | 1390–1440                                                                                        | 2017                                               | Inhaber einer Wedding Agentur, ehem. Chef von Peggy |
|                             | Maik                               | 1400(?)-1471                                                                                     | 2017                                               | Ermordet Adam Hehr, Ex-Freund von Jenny |
|                             | Lothar                             | 1434–1444                                                                                        | 2017                                               | Vater von Caro, Ex-Ehemann von Renate, ehem. Stiefvater von Krätze |
|                             | Monika Rätze                       | 1441–1444                                                                                        | 2017                                               | Schwester von Renate, Tante von Krätze/Caro, Großtante von Ben Daniel |
|                             | Renate Rätze                       | 1434–1444                                                                                        | 2017                                               | Mutter von Krätze/Caro, Schwester von Monika, Oma von Ben Daniel, Ex-Ehefrau von Lothar |
| Martina Kohlberger          | Anja Fischer                       | 2–199, 364, 369, 578, 580, 642–892, 931–997, 1191–1195, 1468                                     | 2011–2017                                          | Ex-Freundin von Joe/Hardy/Hajo, Ex-Affäre von Tyler, Mutter von Hanna, Oma von Joanna |
| Leontine „Leo“ Gundelwein   | Jenny „Ginger“ Burger              | 1343–1404, 1414, 1425, 1436–1438, 1451, 1469–1471                                                | 2016–2017                                          | Ex-Ehefrau von Adam, Ex-Freundin von Maik/Joe, Ex-Affäre von Marek, Mutter von Devin, Tabledance-Tänzerin                                                                                        |
| Lea Ejal                    | Joanna Schiller                    | 573–597, 634–997, 1086–1088, 1191–1195, 1373–1375, 1468–1472                                     | 2014–2017                                          | Tochter von Hanna und Joshua, Enkelin von Joe/Anja/Heike/Manfred, Nichte von Julia, Großcousine von Aylin, Großnichte von Ulrike                                                                 |
| Sista DD                    | Greta Habich                       | 587–644, 1319–1323, 1372–1484                                                                    | 2014–2017                                          | Ex-Freundin von Tom und Alina; Cousine von Paula und Theo |
| Alican Han                  | Bülent Erol                        | 999–1489                                                                                         | 2015–2017                                          | One-Night-Stand von Lucy; Bruder von Azur und Leyla; Neffe von Önder; Cousin von Akaya und Mesut                                                                                                 |
|                             | Lexy Hartmann                      | 1504–1514                                                                                        | 2017                                               | One-Night-Stand von David, Tanzlehrerin |
|                             | Emilio Maduro                      | 1351–1463, 1489, 1520                                                                            | 2017                                               | Ex-Ehemann von Inge, Sohn von Carmen |
|                             | Janin                              | 1540–1550                                                                                        | 2017                                               | Ex-Freundin von Pascal |
|                             | Matthias „Matti“ B.                | 1500–1555, 1564                                                                                  | 2017                                               | Ex-Freund von Alessia, Fotograf, geht nach Mailand |
|                             | Natalie „Lucy“                     | 1556–1565                                                                                        | 2017                                               | Freundin von Gerrit, ehem. Mitbewohnerin von Alessia, Camgirl |
|                             | Gerrit                             | 1556–1565                                                                                        | 2017                                               | Freund von Natalie, erpresste Alessia |
|                             | Finja                              | 1558–1580                                                                                        | 2017                                               | gute Freundin von Paula, ehem. Aushilfe in der neuen Schnitte, nimmt einen Job außerhalb von Berlin an                                                                                           |
|                             | Anne Heuer                         | ????-, 1316–1322, 1482–1483, 1588–1592                                                           | 2016–2017                                          | Mutter von Basti, ehem. Schwiegermutter von Paula und Mandy, Besitzerin eines Bauernhofes auf La Gomera                                                                                          |
| Ikke Hüftgold               | Ikke Hüftgold                      | 1587–1609                                                                                        | 2017–2018                                          | Schlagerstar, Produzent von Ole |
|                             | Gregor                             | 1526–1528, 1621–1628                                                                             | 2017–2018                                          | Ex-Freund von Lilly |
|                             | Lilly Schröder                     | 1526–1528, 1621–1628                                                                             | 2017–2018                                          | Ex-Freundin von Gregor, Tochter von Haida und Henrik, Schwester von Jacky, verlässt nach der Trennung von Gregor Berlin                                                                          |
|                             | Steffen                            | 1637–1647                                                                                        | 2018                                               | ehm. stellv. Geschäftsführer des Matrix |
|                             | Jeanette                           | 1448–1449, 1630–1633, 1648                                                                       | 2017–2018                                          | Mutter von David und Lucy, Ex-Affäre von Joe |
|                             | Cosima                             | 1652–1660                                                                                        | 2018                                               | One-Night-Stand von Nik |
|                             | Hans Schmidt                       | 160–779, 932, 935, 1112–1138, 1249–1250, 1280, 1679–1682                                         | 2012–2018                                          | Vater von Schmidti, Ehemann von Marion, ehem. Inhaber einer Plakatierfirma |
| Mirko Schulz                | Erik Krug                          | 461–546, 1682                                                                                    | 2013 2018                                          | Ex-Verlobter von Peggy; Vater von Patricia |
|                             | Helena                             | 1615–1630, 1687–1688                                                                             | 2018                                               | Managerin von Valerie |
|                             | Clara                              | 1519–1608, 1669–1689                                                                             | 2017–2018                                          | Ex-Freundin von Jannes, Nichte von Daniel Krause, Tätowiererin im Classic Tattoo |
|                             | Lucy                               | 979–1073, 1695                                                                                   | 2015, 2018                                         | Ex-Freundin von Nico/Krätze und Schmitdi, One-Night-Stand von Bülent/Krätze, Tochter von Hendrik, ehem. beste Freundin von Emmi, ehem. Kellnerin in der Schillerbar                              |
|                             | Valerie Engelhardt                 | 1615–1698                                                                                        | 2018                                               | Besitzerin einer Berliner Modeboutique, Freundin von Raffael |
|                             | Dick Jagger                        | 1641–1705                                                                                        | 2018                                               | ehem. Produzent von Sabrina |
| Daniela Denger              | Josie                              | 1583–1609, 1722–1729                                                                             | 2018                                               | Ex-Freundin von Ole, Schwester von Celine, Erzieherin |
|                             | Felix                              | 1732–1751                                                                                        | 2018                                               | Exaffäre von Lisa, Pizzalieferant |
|                             | Sascha                             | 1563–1667, 1735–1737, 1761–1770                                                                  | 2018                                               | Musikproduzent von „Eule“ |
| Nadia Al-Mardini            | Susanna                            | 1623–1667, 1692, 1761–1770                                                                       | 2018                                               | PR-Managerin von „Eule“, Ex-Affäre von André |
|                             | Brian                              | 1450–1496, 1560–1569, 1784                                                                       | 2018                                               | Ex-Freund von Eule |
|                             | Sandy LaFleur                      | 1786–1799                                                                                        | 2018                                               | Influencer |
| Vanessa Bossen              | Mona                               | 1776–1801                                                                                        | 2018                                               | Ex-Freundin von Henrick, Ex-Verlobte von Henrick, gute Freundin von Lisa, Ex-Affäre von André |
|                             | Isabella                           | 1759–1785, 1810                                                                                  | 2018                                               | Ex-Affäre von Joe, ehem. Tanzlehrerin im Body Burn |
|                             | Philip Pohl                        | 1742–1785, 1818                                                                                  | 2018                                               | Sohn von Bernhard, Stiefsohn von Sylvie, Stiefbruder von Nick, Schüler |
|                             | Sylvie Pohl, ehem. Becker          | 1731–1792, 1818                                                                                  | 2018                                               | Mutter von Nik und Robin, Stiefmutter von Philip, Ehefrau von Bernhard, Ex-Frau von Mario, Verkäuferin in einer Bäckerei                                                                         |
|                             | Marco                              | 1530–1775, 1804–1829                                                                             | 2018                                               | Trainer und stellv. Geschäftsführer im Body Burn, One-Night-Stand von Mia |
| Daniel Möllermann           | Chris                              | 1704–1840                                                                                        | 2018                                               | Ex-Freund von Paula; Besitzer von Wilma |
| Sarah                       | Birdy                              | 1824–1849                                                                                        | 2018                                               | ehm. Mitbewohnerin auf dem Hausboot |
|                             | Max                                | 1870–1878                                                                                        | 2018–2019                                          | ehem. Manager von Joe, Bruder von Sina |
|                             | Marvin                             | 1797, 1856–1885                                                                                  | 2018–2019                                          | Vergewaltiger von Pascal, Bruder von Luis, sitzt in U-Haft |
| Marc Terenzi                | Marc Terenzi                       | 1461–1464, 1574, 1893                                                                            | 2018–2019                                          | Manager der Stripper-Gruppe Sixx Paxx, Vater von Kim, Kumpel von Basti |
|                             | Pat Flaumhoff                      | 1893–1900                                                                                        | 2019                                               | Musiker, Kumpel von Marc Terenzi, One-Night-Stand von Angel |
|                             | Jasmin †                           | 1886–1904                                                                                        | 2019                                               | Krebspatientin, Freundin von Milla, verstarb im Krankenhaus an Herzversagen |
|                             | Dana                               | 1911–1917                                                                                        | 2018                                               | Ex-Freundin von Alina |
|                             | Haida/Zaida Schröder               | 1524–1528, 1551, 1578, 1595–1628, 1714–1715, 1759, 1780, 1795–1796, 1827, 1887–1890, 1929–1930   | 2017–2019                                          | Mutter von Lilly und Jacky, Witwe von Henrik, ehem. Mitarbeiterin in einem Späti |
|                             | Marion Schmidt                     | 160–771, 932, 938, 1112–1138, 1205, 1249–1250, 1280, 1337, 1365, 1430–1431, 1680–1681, 1939–1941 | 2012–2019                                          | Mutter von Schmidti, Ehefrau von Hans, zieht mit ihrem Mann nach Thailand |
|                             | Berthold Habich                    | 1316–1323, 1566, 1680, 1945                                                                      | 2016–2019                                          | Ehemann von Dagmar, Vater von Paula/Theo, Großvater von Jannes/Malte, ehem. Schwiegervater von Basti, Rentner                                                                                    |
|                             | Dagmar Habich                      | 1316–1323, 1566, 1680, 1945                                                                      | 2016–2019                                          | Ehefrau von Berthold, Mutter von Paula/Theo, Großmutter von Jannes/Malte, ehem. Schwiegermutter von Basti, Rentnerin                                                                             |
|                             | Julius Hagen                       | 1616–1758, 1777, 1824–1829, 1955–1956                                                            | 2016–2019                                          | Sohn von Gerhardt, ehem. Start-up-Unternehmer, Kollege von Basti, One-Night-Stand von Lilo |
| Angela Paskevic             | Angel Kruger                       | 1801–1982                                                                                        | 2019                                               | Ex-Affäre von Nik, One-Night-Stand von Pat; Schwester von Vitali |
|                             | Klaus Neumann                      | 2003–2005                                                                                        | 2019                                               | Vater von André und Franzi, Opa von Joey |
| Jessica Michaelis           | Laura Dieckmann                    | 1900–2007                                                                                        | 2019                                               | Mitarbeiterin in einer Boutique Ex-Freundin von Joe, Schwester von Robert, ehem. gute Freundin von Peggy                                                                                         |
| Dennis Grimke               | Moritz                             | 1960–2014                                                                                        | 2019                                               | ehem. stellv. Geschäftsführer der Bar LA14, ehem. Mitbewohner in Joes WG One-Night-Stand von Alina                                                                                               |
| Kevin Rahn (Kevin Karma)    | Robert Diekmann                    | 1930–1986, 2024                                                                                  | 2019                                               | Ex-Freund von Peggy, Bruder von Laura (der Darsteller spielte bereits 2017 in Episode 1489 einen Stripper)                                                                                       |
|                             | Barbara                            | 2088–2096                                                                                        | 2019                                               | Insassin im Gefängnis |
|                             | Julia                              | 2090–2096                                                                                        | 2019                                               | Insassin im Gefängnis, gute Freundin von Milla |
|                             | René Dünkler                       | 2145–2178                                                                                        | 2019–2020                                          | Bruder von Lara, sitzt wegen illegalen Waffenbesitzes in Haft |
| Julia Marie Böhm            | Lara Dünker                        | 2133–2178                                                                                        | 2019–2020                                          | Schwester von René, wird von der Polizei wegen der Geiselnahme von Toni an der Schule verhaftet                                                                                                  |
| Sunny Rose                  | Henry Ritter                       | 2132–2189                                                                                        | 2020                                               | Ex-Freund von Olivia, Ex-Affäre von Milla, Sohn von Cordula, Bruder von Anne, wird von Milla und Olivia verjagt, nachdem seine Lügen aufgeflogen sind                                            |
|                             | Casper                             | 2224–2245                                                                                        | 2020                                               | Ex-Freund von Kim |
| Timo Alexander Schmidt      | Lennox                             | 2230–????                                                                                        | 2020                                               | Ex-Verlobter von JJ, Eigentümer der Bar Nice |
| Philipp Stielow             | Steve                              | 2251–2263                                                                                        | 2020                                               | Drogendealer und Handlanger von Marc |
| Leroy Leone                 | Marc                               | 2267–????                                                                                        | 2020                                               | Chef von Steve, sitzt in U-Haft, nachdem er Jannes entführt hatte, taucht als Wahnvorstellung in den Gedanken von Jannes auf                                                                     |
| Adrian Franusic             | Darko                              | 2191–2285                                                                                        | 2020                                               | Vater von Dean, Elena und Kiara; Mann von Manuela; geht mit seiner Familie nach Duisburg, um einen neuen Job anzunehmen                                                                          |
|                             | Sarah                              | 2269–2286                                                                                        | 2020                                               | Ex-Freundin von Eric |
|                             | Irina                              | 2284–2312 (?)                                                                                    | 2020                                               | Bekanntschaft von Ole und Basti |
|                             | Carlotta                           | 2291–2316                                                                                        | 2020                                               | Ex-Affäre von André, ehem. Babysitterin von Joey |
|                             | Jan Becker                         | 2291–2356                                                                                        | 2020–2021                                          | Ex-Freund von Rick, zieht mit ihm nach Freiburg |
|                             | Pepe                               | 2291–2369                                                                                        | 2020–2021                                          | Tutor von Toni, bedrängte sie |
| Emmy Russ                   | Emmy Russ                          | 2361–2391                                                                                        | 2021                                               | ehem. Visagistin und angehende Friseurin in der Schnitte |
|                             | Stefanie Keller                    | 2388–2405                                                                                        | 2021                                               | Mutter von Denny, Ex-Affäre von Piet |
|                             | Tristan                            | 2379–2406                                                                                        | 2021                                               | Immobilienmakler Ex-Affäre von Olivia, wird wegen Körperverletzung und Freiheitsberaubung festgenommen                                                                                           |
| Atau Hámos                  | Aaron                              | 2369–2431                                                                                        | 2021                                               | Biologiestudent Ex-Affäre von Toni, wird wegen eines Brandanschlags festgenommen |
| Daniel Krause               | Daniel Krause                      | 2– (sporadische Auftritte)                                                                       | 2011–2021                                          | Tätowierer; Besitzer des Tattoostudios Classic Tattoo; (ehem.) Chef von Jannes; Onkel von Clara; ehem. Chef von Caro und Marcel; tritt wegen Entwicklung um Jannes nicht mehr in Erscheinung     |
| Sylvia Beutler-Krowas       | Sylvia Beutler-Krowas              | 1429–1471, 2446–Prozessende von Paula                                                            | 2017, 2021                                         | Anwältin von Paula, vertrat Joe im Mordprozess |
| James Jennings              | Maurice „Eazy Mo“ Dücker           | 2445–2493                                                                                        | 2021                                               | Musikproduzent und Eigentümer von Eazy Records, Ex-Freund von Liz, ehem. Chef von Conoor |
| Tim Karbowski               | Paul                               | 2365–????                                                                                        | 2021                                               | Schüler, Ex-Freund von Amelie, Kumpel von Sebastian |
| Victoria Bacon              | Robin „Victoria“                   | 2391–????                                                                                        | 2021                                               | Dragqueen, ehem. Angestellte in der Schnitte |
|                             | Felix                              | 2504–2519                                                                                        | 2021                                               | Jura-Student, Ex-Freund von Amelie, wird von der Polizei gesucht, nachdem er Amelie verkauft hat                                                                                                 |
| Anne Theke                  | Kathrin Lettura                    | 874–? (sporadische Auftritte)                                                                    | 2016–2021                                          | ehem. Inhaberin des Matrix und des Lofts Affäre von Sandro, Witwe von Marius, Ex-Affäre von Leon und André, One-Night-Stand von Piet, Tante von Jula und Fabi                                    |
|                             | Ralf Runke                         | 1481–? (sporadische Auftritte)                                                                   | 2017–2021                                          | Vater von Mandy, Exfreund von Hendrik und Rick, Opa von Joey |
| Stefanie Simon              | Lilo Diedrich                      | 1923–?                                                                                           | 2019–2021                                          | Investorin der Schnitte One-Night-Stand von Julius, gute Freundin von Rick |
| Rubi                        | Liz                                | 2454–?                                                                                           | 2021                                               | Rapperin, Ex-Freundin von Eazy Mo |
| Denny Heidrich              | Cosmo                              | 2555–?                                                                                           | 2 021                                              | Müllmann, Kollege von Ole und André, angehender Stripper |
|                             | Stoppel                            | 910–957, 2335–?                                                                                  | 2015, 2020–2021                                    | ehemaliges Mitglied von Krätzes Straßengang, Kumpel von Ole und Denny |
|                             | Jojo                               | 2531–?                                                                                           | 2021                                               | ehemaliger Angestellter in der Schnitte |
|                             | Mischa                             | 2588–?                                                                                           | 2021                                               | Neffe von Siggi |
|                             | Tessa                              | 2714–?                                                                                           | 2021                                               | Studentin, Ex-Freundin von Leif |
| Abiba Makoya Bakayoko       | Jenna Jacobs                       | 2606– ?                                                                                          | 2021–2022                                          | Model, gute Freundin von Toni |
| Kassi                       | Marie Albrecht                     | 2729–?                                                                                           | 2022–2023                                          | Tochter von Sabine und Markus; Schwester von Noah und Sina; Pflegetochter von Basti und Paula |
|                             | Marco †                            | ?–3117                                                                                           | ?–2024                                             | Bekannter von Bruno, Krimineller, Entführte Jonas, wurde von einem Bus erfasst und stirbt |
|                             | Frank Riedl                        | 3012-3126                                                                                        | 2023–2024                                          | Vater von Mike und Valentina, Opa von Connor |
| Priscilla Loredana          | Tara                               | 2063–????                                                                                        | 2019– 2024                                         | Ex-Mitglied der Showgirls von Milla Ex-Freundin von Miguel; One-Night-Stand von Mike und Schmidti; ehemalige gute Freundin von Milla und Vanessa                                                 |
|                             | Maxim Ritter                       | 3279–3293                                                                                        | 2024 ehemaliger Kunde im Matrix; Exaffäre von Cleo | |
| Alexander Neumann           | Lars Wagner                        | 3335–3387                                                                                        | 2024–2025                                          | ehem. Stellvertretender Dienststellenleiter; Ehemann von Anna |
| Theres Eglinski             | Anna Wagner                        | 3343–3391                                                                                        | 2024–2025                                          | Ehefrau von Lars |
|                             | Frau Emeling                       | ?–3406 (sporadische Auftritte)                                                                   | ?–2025                                             | ehem. Schuldirektorin an der Gesamtschule Ost; verlässt die Schule |

-

### Tiere
| Tier               | Figur        | Episoden                  | Beschreibung                              |
| ------------------ | ------------ | ------------------------- | ----------------------------------------- |
| Frettchen          | Kelly        | 1–1609                    | Frettchen von Ole                         |
| Frettchen          | Gina         | 1–1609                    | Frettchen von Ole                         |
| Hund               | Ingeborg     | 26–1756, 1800–1847, 1920– | Hund von Piet                             |
| Hund               | † Bronco     | 1529–1612                 | Hund von Sabrina, verstarb in Duisburg    |
| Schwein            | Wutzi        | 1531                      | Schwein von Leon und André                |
| Hund               | Helmut       | 1615–1698                 | Hund von Valerie                          |
| Hund (Mucki Maack) | Mucki Habich | 1386–                     | Hund von Paula, lebt mit Paula in Joes WG |
| Hund               | Wilma        | 1705–unbekannt            | Hund von Chris                            |
| Schwein            | Flummi       | 1953, 1958                | Schweinchen von Schmidti und Krätze       |
| Schaf              | Yellow       | 1979                      | Schaf von Moritz                          |

### Prominente Gastdarsteller
Auch einige Prominente hatten im Laufe der Zeit Gastauftritte in dieser Serie, wie z. B. Sarah Knappik, Mickie Krause, Paul Kalkbrenner, der US-amerikanische Rapper Sammy Adams, die Band Culcha Candela sowie MC Fitti, Olivia Jones, Ado Kojo, Elyas M’Barek, Roman Lochmann die Blue Man Group und Amanda Murray.

## Ausstrahlungstermine
| Jahr | Episoden | Sendeplatz (Erstausstrahlung)                        | Jahrespremiere | Jahresfinale  |
| ---- | -------- | ---------------------------------------------------- | -------------- | ------------- |
| 2011 | 75       | werktags um 19:00 Uhr                                | 12. Sep. 2011  | 23. Dez. 2011 |
| 2012 | 250      | werktags um 19:00 Uhr                                | 2. Jan. 2012   | 21. Dez. 2012 |
| 2013 | 251      | werktags um 19:00 Uhr                                | 1. Jan. 2013   | 20. Dez. 2013 |
| 2014 | 255      | werktags um 19:00 Uhr                                | 2. Jan. 2014   | 30. Dez. 2014 |
| 2015 | 257      | werktags um 19:00 Uhr                                | 1. Jan. 2015   | 30. Dez. 2015 |
| 2016 | 254      | werktags um 19:00 Uhr                                | 4. Jan. 2016   | 30. Dez. 2016 |
| 2017 | 252      | werktags um 19:00 Uhr                                | 2. Jan. 2017   | 29. Dez. 2017 |
| 2018 | 249      | werktags um 19:00 Uhr bis 2.9., ab 3.9. um 19:05 Uhr | 2. Jan. 2018   | 28. Dez. 2018 |
| 2019 | 250      | werktags um 19:05 Uhr                                | 2. Jan. 2019   | 30. Dez. 2019 |
| 2020 | 250      | werktags um 19:05 Uhr                                | 2. Jan. 2020   | 23. Dez. 2020 |
| 2021 | 250      | werktags um 19:05 Uhr                                | 4. Jan. 2021   | 23. Dez. 2021 |
| 2022 | 247      | werktags um 19:05 Uhr                                | 3. Jan. 2022   | 23. Dez. 2022 |
| 2023 | 243      | werktags um 19:05 Uhr                                | 2. Jan. 2023   | 22. Dez. 2023 |
| 2024 | 247      | werktags um 19;05 Uhr                                | 2. Jan. 2024   | 20. Dez. 2024 |
| 2025 |          | werktags um 19:05 Uhr                                | 2. Jan. 2024   |               |

## Ableger
Seit dem 7. Januar 2013 wird ein Ableger des Formats um 18 Uhr ausgestrahlt. Die Sendung trägt den Namen Köln 50667 und beinhaltete mit der Protagonistin Meike über die ersten 400 Episoden ein bekanntes Gesicht. Für Österreich hat der Free-TV-Sender ATV sich die Rechte für die neue Sendung gesichert. Die Sendung heißt Wien – Tag & Nacht und wurde vom 17. Februar 2014 bis 5. August 2014 auf ATV gesendet. Ein ähnlicher Erfolg wie in Deutschland stellte sich mit dem Ableger in Österreich jedoch nicht ein, Wien – Tag & Nacht floppte und wurde nach 67 Episoden vorzeitig abgesetzt. Des Weiteren hat die Produktionsfirma Filmpool die Rechte auch an weitere europäische Metropolen verkauft. In der Slowakei hatte der Fernsehsender WAU eine Adaption mit derzeit 2 Staffeln unter dem Titel „Bratislava – Deň a noc“ (deutsch „Bratislava – Tag und Nacht“) produziert. In Bulgarien unter „Sofia-den i nosht“ (deutsch „Sofia–Tag und Nacht“). In Ungarn wird das Format unter dem Namen „Éjjel–Nappal Budapest“ (deutsch „Tag und Nacht Budapest“) auf dem Sender RTL Klub vermarktet. In Frankreich entschied sich die Produktionsfirma und der französische Fernsehsender W9 auf das „Tag und Nacht“ im Titel zu verzichten. Der dortige Ableger hieß „YOLO, on ne vit qu’une fois“, orientiert an der Abkürzung YOLO für die englische Phrase „you only live once“ (deutsch „du lebst nur einmal“). Die Entscheidung nennt die Produktionsfirma im Nachhinein „einen Fehler“. Die erste Staffel mit insgesamt 30 Episoden wurde bis zum April 2013 ausgestrahlt.
Mit Schwestern – Volle Dosis Liebe startete ein weiterer Ableger, unter anderen mit der Figur Miri.

## Crossover mit anderen RTL-II-Serien
- Der Hauptcharakter Meike Weber wechselte 2013 zum Spin-off Köln 50667.
- Die Hauptcharaktere Lou Bergmann und Maik Hoffmann waren vorher bereits als Kommissare in der eingestellten Serie Schmiede 21 zu sehen.
- 2015 gab RTL 2 den Ableger Meike und Marcel – Weil ich dich liebe bekannt, für den mit den bestätigten Darstellern Pia Tillmann, Patrick G. Boll und Saskia Beecks auf Ibiza gedreht wurde.

## Merchandising
- Am 20. April 2012 erschien eine CD, auf der die Songs der Serie zu hören sind. Die CD stieg in die Compilationscharts in Deutschland auf Platz drei ein.
- Am 5. Juni 2012 erschien die Single von Ole – Ich bin kein Model und kein Superstar auf CD und als Download (auf Amazon, Musicload und iTunes). In den Charts platzierte sich der Song auf den Plätzen 38 (Deutschland), 54 (Österreich) und 49 (Schweiz).
- Am 29. November 2013 veröffentlichte die Münchner Verlagsgruppe ein Taschenbuch zur Serie mit dem Titel Wir. Geil.: … und du so? – „Berlin – Tag & Nacht“.[27]
- JJ veröffentlichte am 31. Januar 2014 unter dem Namen Très Jolie die Single Bow! (You Gotta Kick It). Der Titel stieg auf Platz 20 der deutschen Verkaufscharts ein.
- Am 25. Juli 2014 erschien die zweite Single von Ole – Mallorca, hey ich komme auf CD und als Download (auf Amazon, Musicload und iTunes).
- Am 24. Juli 2015 wurde die Single Mad World von Dirty Thoughts, gesungen von Miri, Melissa und Cassy, auf SoundCloud hochgeladen.
- Caro, Milla und Piet waren am 29. Februar 2016 bei der neuen Show Fake Reaction – Einer täuscht immer! zu Gast.
- Am 2. Februar 2018 veröffentlichte Jazzy Gudd als „Eule“ die Single Stehaufmädchen, mit der sie auf Platz 64 in die deutschen Single-Charts einstieg.
- Josephine Welsch aka Miri Schwartz spielte eine Krankenschwesternschülerin in Schwestern – Volle Dosis Liebe.
- Katharina Kock und Jörn Lehmann waren beide bei Leben.Lieben.Leipzig zu sehen.
- Jéssica Sulikowski (Olivia) war vorher in Schwestern – Volle Dosis Liebe zu sehen.
- Adonis Jovanovic und Emmy Russ waren beide bei Ab ins Kloster! - Rosenkranz statt Randale auf Kabel eins dabei.
- Die Nebendarstellerin Rubi (Liz) und Nita LaRosé sind im wahren Leben auch Rapperinnen.

### DVD-Veröffentlichung
Die bislang auf DVD veröffentlichten 20 Staffeln haben eine FSK-Freigabe ab 12 Jahren.
| Name                      | Veröffentlichung   | Episoden | Laufzeit    |
| ------------------------- | ------------------ | -------- | ----------- |
| Die komplette 1. Staffel  | 11. Mai 2012       | 1–20     | ca. 971 Min |
| Die komplette 2. Staffel  | 13. Juli 2012      | 21–40    | ca. 894 Min |
| Die komplette 3. Staffel  | 24. August 2012    | 41–60    | ca. 880 Min |
| Die komplette 4. Staffel  | 28. September 2012 | 61–80    | ca. 889 Min |
| Die komplette 5. Staffel  | 26. Oktober 2012   | 81–100   | ca. 904 Min |
| Die komplette 6. Staffel  | 16. November 2012  | 101–120  | ca. 880 Min |
| Die komplette 7. Staffel  | 7. Dezember 2012   | 121–140  | ca. 883 Min |
| Die komplette 8. Staffel  | 11. Januar 2013    | 141–158  | ca. 800 Min |
| Die komplette 9. Staffel  | 15. Februar 2013   | 159–176  | ca. 796 Min |
| Die komplette 10. Staffel | 8. März 2013       | 177–195  | ca. 871 Min |
| Die komplette 11. Staffel | 5. April 2013      | 196–215  | ca. 900 Min |
| Die komplette 12. Staffel | 3. Mai 2013        | 216–235  | ca. 880 Min |
| Die komplette 13. Staffel | 31. Mai 2013       | 236–255  | ca. 873 Min |
| Die komplette 14. Staffel | 12. Juli 2013      | 256–275  | ca. 879 Min |
| Die komplette 15. Staffel | 23. August 2013    | 276–295  | ca. 879 Min |
| Die komplette 16. Staffel | 18. Oktober 2013   | 296–315  | ca. 894 Min |
| Die komplette 17. Staffel | 29. November 2013  | 316–334  | ca. 852 Min |
| Die komplette 18. Staffel | 27. Dezember 2013  | 335–354  | ca. 900 Min |
| Die komplette 19. Staffel | 21. Februar 2014   | 355–374  | ca. 900 Min |
| Die komplette 20. Staffel | 25. April 2014     | 375–392  | ca. 900 Min |

## Drehorte und Adressen
Die Drehorte der Serie sind zum größten Teil im Berliner Bezirk Friedrichshain-Kreuzberg angesiedelt und in unmittelbarer Nähe zur Oberbaumbrücke am ehemaligen Berliner Osthafen. Die WG befindet sich in der Falckensteinstraße 48 in der 2. Etage eines alten Backsteinhauses. Nur wenige hundert Meter entfernt liegt das Hausboot auf der Ostseite der Spree; Stralauer Allee 6/7. Auch ein Großteil der mit Musik unterlegten Zwischensequenzen werden im Umkreis der Oberbaumbrücke gedreht. Stets wiederkehrende Orte sind z. B. die East Side Gallery, die O2 World Berlin und die Warschauer Straße mit U- und S-Bahnhof. Direkt unter dem U-Hochbahnhof liegt die Discothek Matrix. Das Matrix-Loft findet man unter der Adresse Paul-Lincke-Ufer 34 ebenfalls im Bezirk Berlin-Kreuzberg. Bastis Wohnung befindet sich im Stadtteil Prenzlauer Berg, in der Greifswalder Straße/Ecke Pasteurstraße. Das Tattoostudio Classic Tattoo liegt direkt am Alexanderplatz, man findet es auch unter der Adresse Dircksenstraße 88. Den Friseursalon Schnitte findet man unter der Adresse Glogauer Straße 6. Das Body Burn befindet sich in der Wilhelminenhofstraße. Die Bar LA14 befindet sich in der Jungstraße 14.
Die Dreharbeiten zum 10-jähriges Jubiläum fand auf der Märkische Quarterhorse Ranch (MQ Ranch) in Löwenberger Land in Brandenburg statt. Der Hochzeitssong war vom Christian Steiffen mit dem Titel Ich fühl mich Disco.

## Rezeption

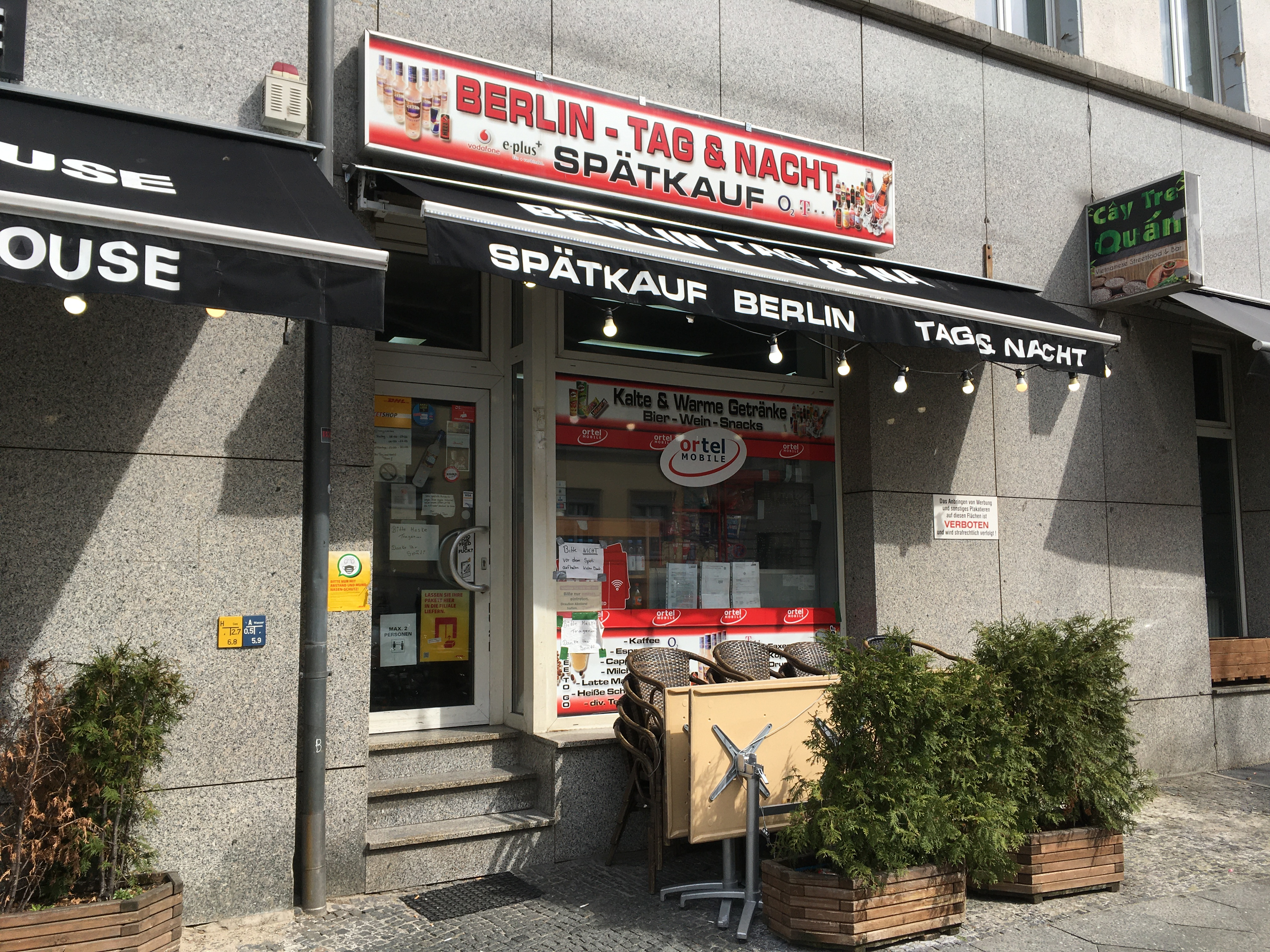
Spätkauf „Berlin – Tag & Nacht“

Die Sendung wurde überwiegend schlecht bewertet und als Trash-Format abgetan. Vieles an dem Format würde zudem an Big Brother erinnern. Spiegel Online zieht ein nicht sonderlich positives Fazit:

„Bestimmt gibt es eine Zielgruppe für all das – warum auch nicht. Schlimm ist aber, wie einfalls- und geschmacklos das alles gemacht ist. Das Drehbuch ist grob zusammengekritzelt, der Rest improvisiert, die Dialoge sind Stammeleien. Das soll zumindest halb-real sein? Beim Gedanken daran will man kreischend der Menschheit abschwören und zum Tier werden.“

Moviepilot sieht den Sender RTL II in der Verantwortung, der mittlerweile eine ganze Reihe solcher Sendungen im Programm hat.

„Aber was der Münchener Sender in der letzten Zeit absondert, ist schon wirklich ein Paradebeispiel für den Verfall der Fernsehlandschaft. Mit Geschichten über rumpoppende, saudumme und völlig unwichtige Persönchen wird die Sendezeit gefüllt, präsentiert wird das alles als real und praktisch non-stop ausgestrahlt, denn ob Berlin – Tag und Nacht oder sonst ein verwandtes Produkt, irgendwas in der Art läuft doch immer auf RTL II. Das Drama ist ja eigentlich, dass damit Quote erzielt wird, sonst gäbe es nicht dauernd solche Formate.“

Die Süddeutsche Zeitung schrieb im Dezember 2013:

„Die Dialoge gruselig, die Darsteller unterirdisch, die Handlung lebensfremd – und doch suggeriert RTL 2, mit ‚Berlin – Tag & Nacht‘ aus dem Leben realer Menschen zu berichten.“

## Einschaltquoten
Laut den Produzenten wird in der Sendung auf Improvisation und (im Gegensatz zu vielen anderen Soaps) auf einen festen Cast abgezielt. Die Hauptpersonen sind Laiendarsteller, die schon öfter Teil einer filmpool-Produktion waren. Die Sendung hat viele Gemeinsamkeiten mit der Serie X-Diaries, so sind einige Darsteller auch in dieser Sendung zu sehen.
Die Premiere der Serie am 12. September 2011 blieb jedoch mit 4,1 % Marktanteil in der Zielgruppe der 14- bis 49-Jährigen hinter den Erwartungen zurück. In den Folgejahren steigerte sich das Sehverhalten, doch fallen die Quoten im jährlichen Mittelwert seit 2014 kontinuierlich ab.

### Quotenentwicklung
| Datum           | Zuschauer (14 bis 49) | Zuschauer in Millionen |
| --------------- | --------------------- | ---------------------- |
| September 2011  | 4,6 %                 | –                      |
| Oktober 2011    | 7,3 %                 | –                      |
| Dezember 2011   | 9,2 %                 | 1,06                   |
| 3. Januar 2012  | 10,6 %                | 1,06                   |
| 4. Juli 2012    | 15,4 %                | 1,28                   |
| 29. Januar 2013 | 14,4 %                | 1,33                   |
| 22. August 2013 | 16,2 %                | 1,07                   |
| 2013 Mittelwert | 12,5 %                | 1,26                   |
| 2014 Mittelwert | 11,6 %                | 1,13                   |
| 2015 Mittelwert | 10,6 %                | 1,02                   |
| 2016 Mittelwert | 9,4 %                 | 0,94                   |
| Januar 2017     | 9,1 %                 | 1,04                   |
| 2018 Mittelwert |                       | 0,84                   |
| 2019 Mittelwert | 7,3 %                 | 0,69                   |

## Auszeichnungen
- 2013: Deutscher Fernsehpreis (Nominierung) als Beste Unterhaltung: Doku/Dokutainment